# Hof Rebstock am Markt

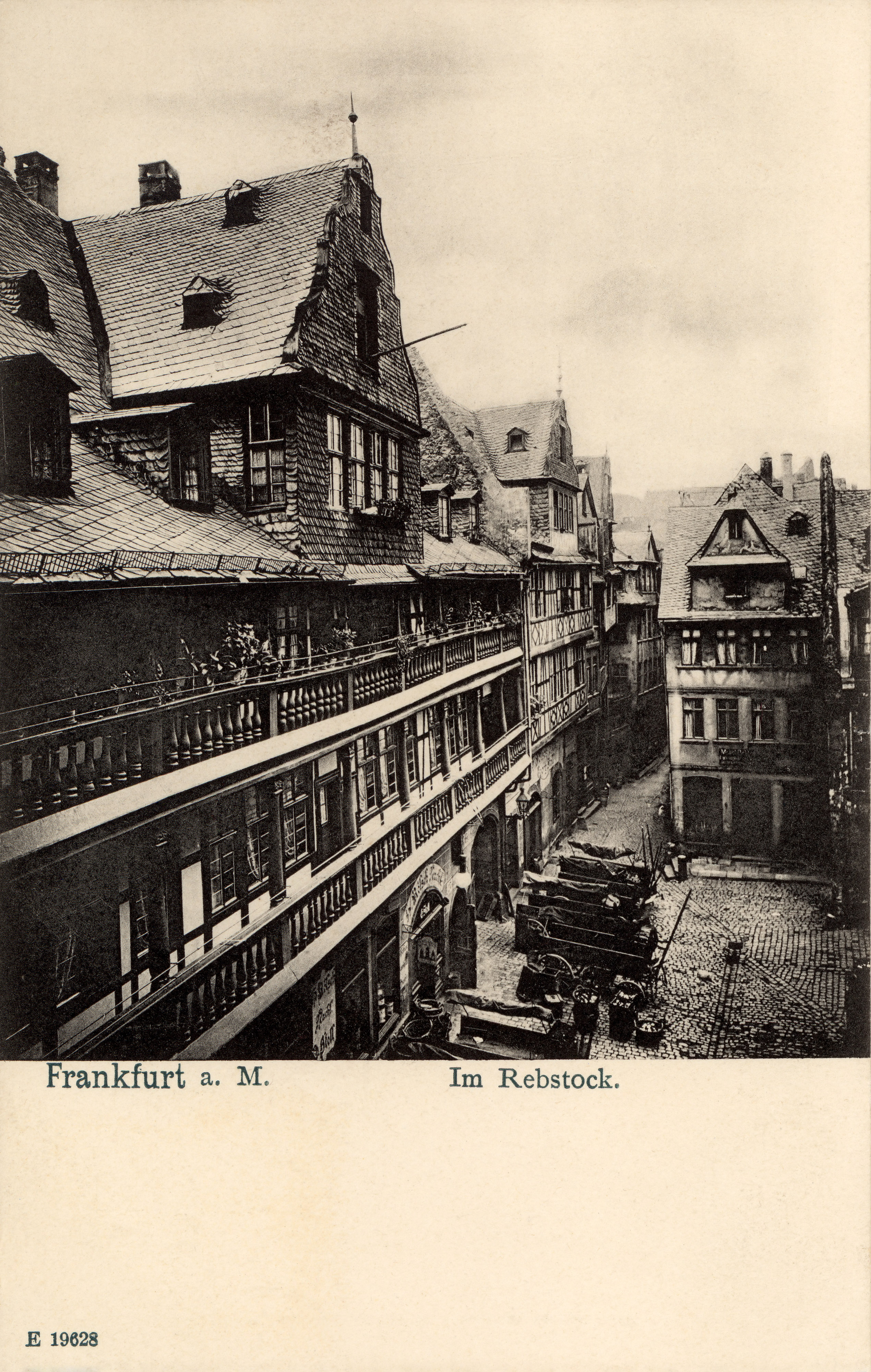
Innenhof des Rebstocks und die Kruggasse, nach Norden vom Haus Markt 8 gesehen, vor 1904
(Ansichtskarte)

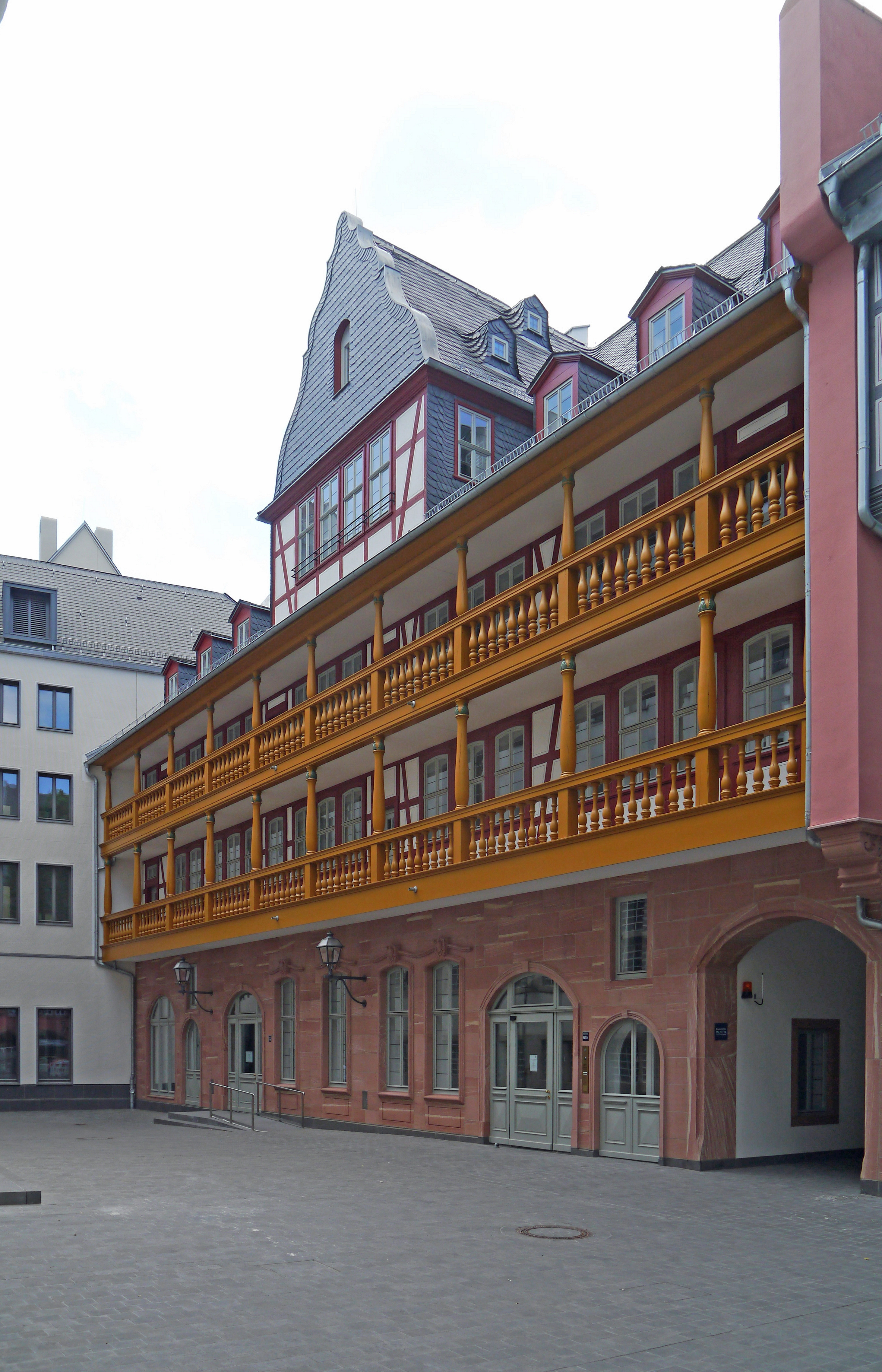
Der 2018 wiederaufgebaute Hof zum Rebstock, Juni 2018, Westseite

Der Hof Rebstock am Markt war ein historischer Patrizierhof im Kern der Altstadt von Frankfurt am Main. Der Namenszusatz am Markt bezieht sich auf seine Lage am östlichen Markt und dient der Abgrenzung zum gleichnamigen, ehemaligen Gutshof im heutigen Stadtteil Frankfurt-Rebstock. Hinter dem Haus Markt 8 lag die südliche Hauptzufahrt zum rechteckigen Innenhof, um den sich zuletzt sieben ihm zuzurechnende Häuser gruppierten. Durch das nördliche Hoftor ging die Anlage in die zur Schnurgasse führende Kruggasse über. Nach Osten und Westen war sie von der dichten Altstadtbebauung zwischen der Borngasse sowie dem Hühnermarkt und der Neugasse verborgen.
Neben dem nahegelegenen Nürnberger Hof stellte die Anlage im Mittelalter und in der frühen Neuzeit einen der größten Messehöfe der Stadt dar, der auf eine über mehr als 700 Jahre dokumentierte Geschichte zurückblicken konnte. Im 19. Jahrhundert erlangte er überregionale Bekanntheit, weil dort 1816 der berühmte Frankfurter Mundartdichter und Schriftsteller Friedrich Stoltze geboren wurde. Mit einigen seiner Gebäude war der Hof zudem ein vorzügliches wie seltenes Beispiel für schmuckfreudige spätbarocke Architektur.
1904–1906 zerstörte der Bau der Braubach- und Domstraße nicht nur einen Großteil der Anlage, sondern eröffnete sie auch nach Norden und Osten zu den neuen Straßendurchbrüchen hin. Die Lücke wurde im Osten erst 1927 mit dem Hauptzollamt geschlossen, im Norden blieb sie ungelöst.

Weitere Reste des Hofs vernichteten die Luftangriffe auf Frankfurt am Main im Zweiten Weltkrieg. Ein modern aufgestocktes historisches Erdgeschoss eines Hauses, das ehemals zum Hof zählte, musste sogar erst Ende der 1960er Jahre für den Bau des Technischen Rathauses weichen. Nachdem die Stadtverordnetenversammlung 2007 die Rekonstruktion von Teilen der Altstadt zwischen Dom und Römer im Rahmen des Dom-Römer-Projekts beschlossen hatte, wurden 2013 bis 2017 zwei Gebäude des Rebstocks als originalgetreue Nachbauten rekonstruiert. Der Nachbau wird durch das St. Katharinen- und Weißfrauenstift genutzt.

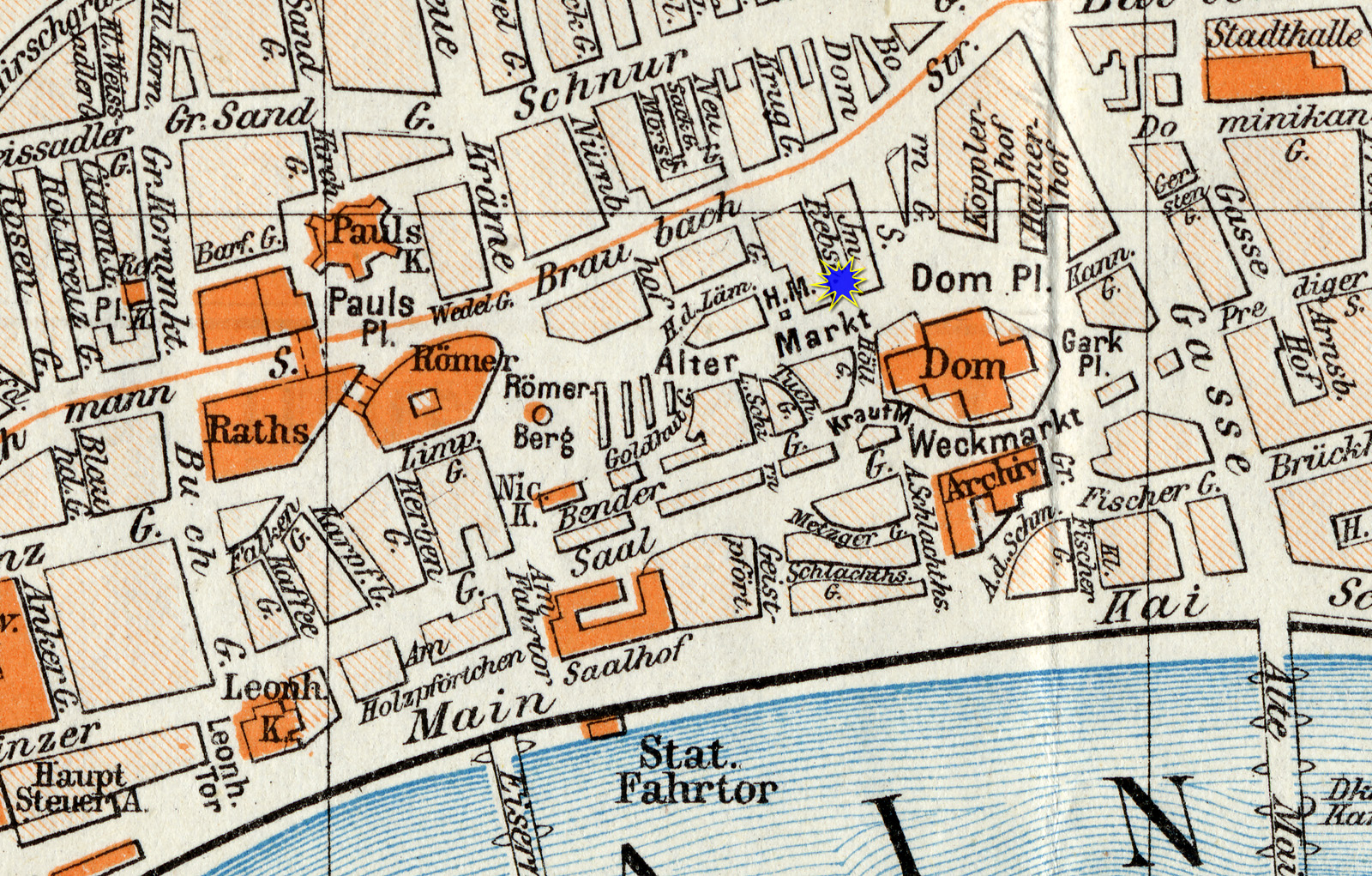
Position des Hofs in der Frankfurter Altstadt
(Chromolithografie, 1904)

## Geschichte

### Etymologie

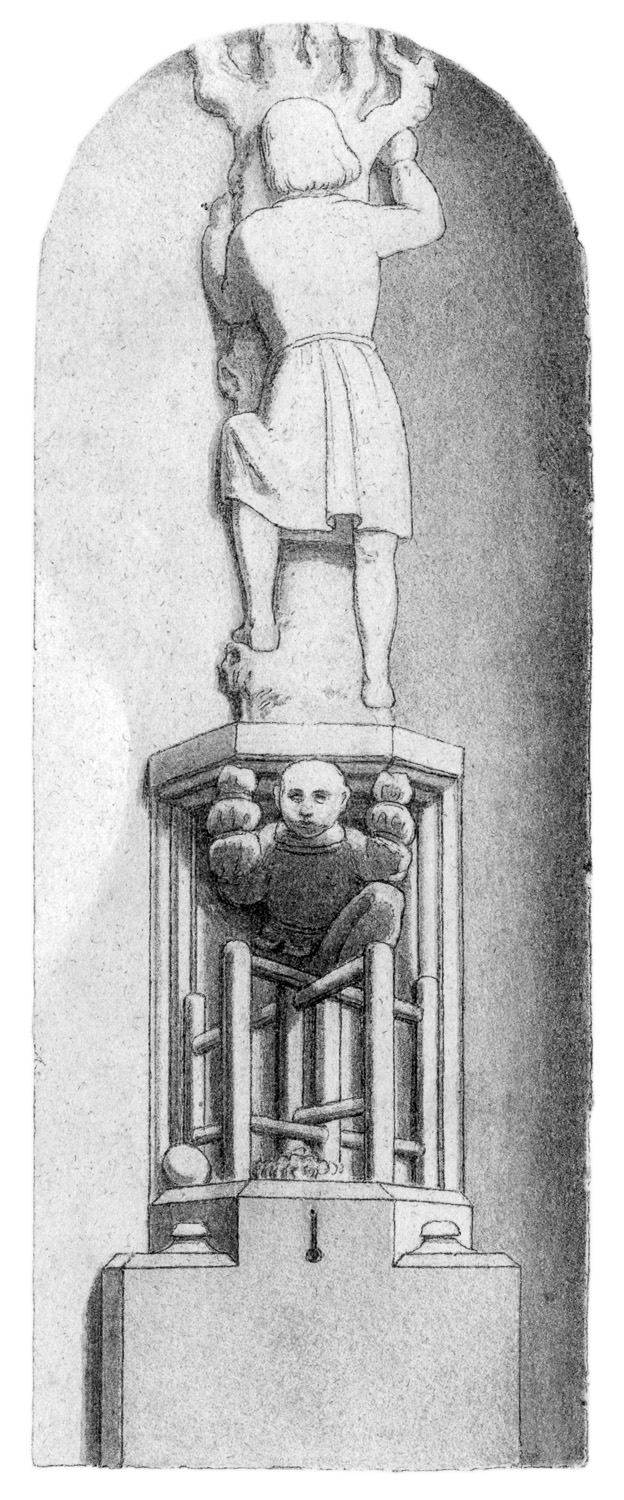
Winzerdenkmal, 1860
(Lithografie einer Zeichnung von Carl Theodor Reiffenstein)

Die historische Herkunft des Namens der Hofanlage liegt im Dunkeln. Bereits die frühesten Schriftzeugnisse sprechen vom „Rebstock“, was vergleichsweise selten ist, da Häuser und Höfe der Frankfurter Altstadt ihre Bezeichnungen über die Jahrhunderte meist mehrfach wechselten. Tendenziell entstammen die bis heute tradierten oder verschriftlichten Bezeichnungen daher erst dem 18. und 19. Jahrhundert. Ferner führten laut der älteren Literatur, die dafür keinen Nachweis erbringt, schon die ersten nachweisbaren Besitzer ihren Namen nach dem Hof und nicht umgekehrt (vgl. Geschichte), so dass eine Herleitung unter diesem Aspekt nicht in Frage kommt.
Einziger Anhaltspunkt ist somit das noch heute als Spolie der Anlage erhaltene, sogenannte Winzerdenkmal. Es handelt sich dabei um eine im architektonischen Teil näher beschriebene und eingeordnete (vgl. Architektur) Steinplastik, die mit etwas Phantasie unter anderem einen Mann zeigt, der eine große Weinrebe emporsteigt.
Carl Theodor Reiffenstein zählte die Darstellung in einem Aufsatz 1860 zu den „Wahrzeichen von Frankfurt am Main“ und deutete:

„Gewöhnlich wurde es für einen Mönch ausgegeben, der eine Nonne durch ein Gitter umarmt; dem ist aber nicht so; […] Nach der Sage soll an der Stelle des jetzigen Hofes zum Rebstock ein Garten gewesen sein, in welchem eine Rebe zu einer solchen Stärke gedieh, dass ein Mann daran nicht hinaufsteigen konnte, was wahrscheinlich auch dem Platze den Namen zum Rebstock verliehen hat.“

Der Wahrheitsgehalt der wohl höchstens vom Volksmund überlieferten Erzählung lässt sich kaum überprüfen, zumal sie offenbar keine große Verbreitung hatte und in keinem Frankfurter Sagen- oder Geschichtswerk wiederholt wird. Vom Charakter her weist die Erklärung Reiffensteins ohnehin auf romantisch geprägte Deutungsversuche des frühen 19. Jahrhunderts um die wohl einem größeren Kontext entrissene mittelalterliche Ikonografie des schon damals zweitverwendeten Steindenkmals. Trotzdem hatte sie noch 1940 ausreichend Verbreitung, um beim Umbau eines der verbliebenen Häuser des Hofes eine Steinskulptur anzufertigen, die deutlich an das mittelalterliche Vorbild angelehnt und im Historischen Museum der Stadt erhalten ist.

### Topographische Einordnung und Vorgeschichte
Obwohl der Domhügel – und damit das spätere Areal des Hofes Rebstock – aufgrund seiner relativen Hochwassersicherheit seit vorgeschichtlicher Zeit mehrfach über längere Zeiträume besiedelt war, etablierten sich die Anfänge einer Stadt erst nach der Gründung des Salvatorstifts durch Ludwig den Frommen im Jahr 852. In dieser Zeit bildeten sich mit dem Markt und der Saalgasse auch die für die hochmittelalterliche Bebauung maßgeblichen Ost-West-Achsen des Dom-Römer-Areals heraus.

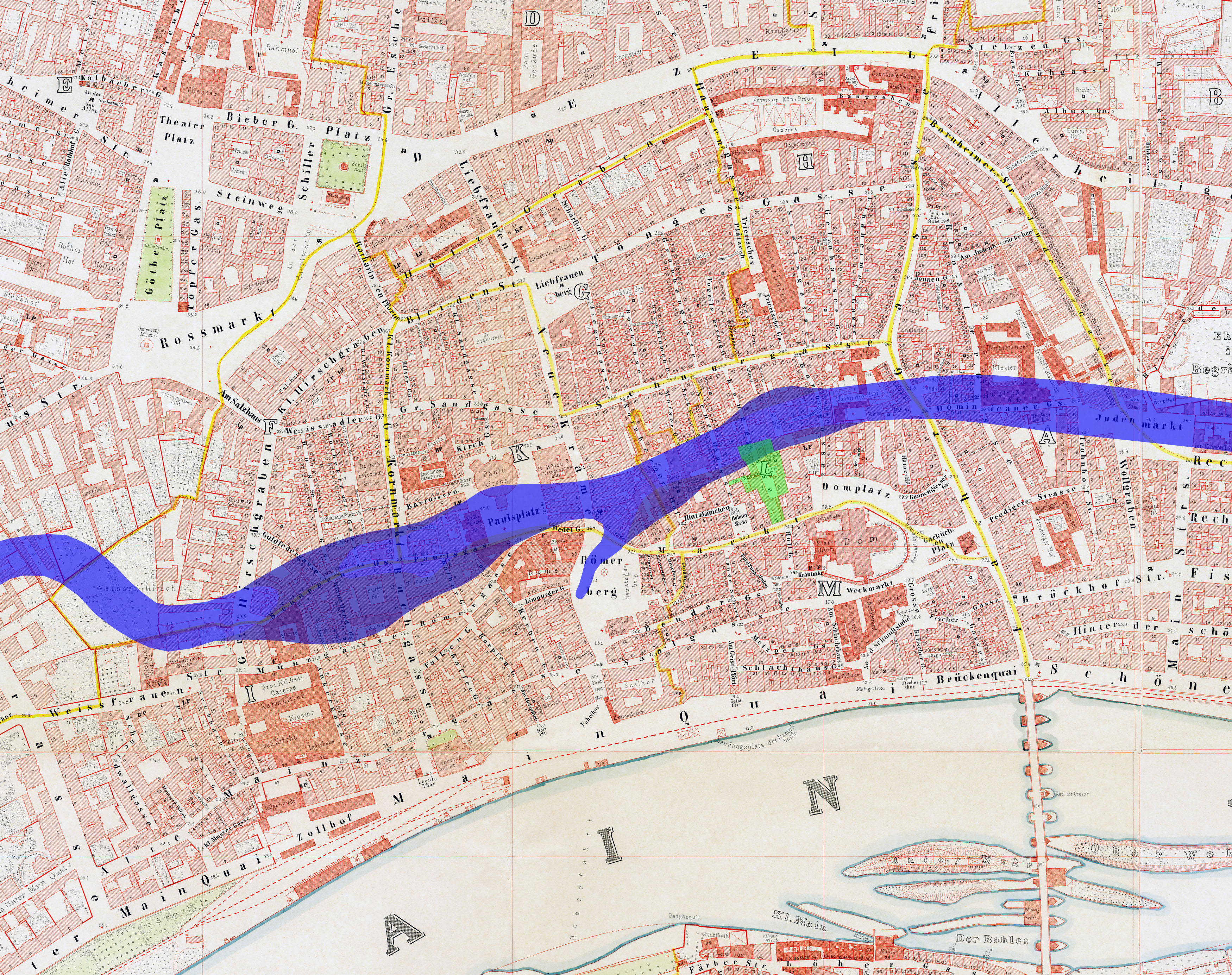
Verlauf der Braubach im Altstadtbereich
(Chromolithografie von Friedrich August Ravenstein von 1862 mit Überlagerung nach Nahrgang 1949)

Das Gebiet des sich vom Markt her erstreckenden Hofgeländes stieß an seiner nördlichen Grenze genau auf die Braubach, eines im ersten christlichen Jahrtausend verlandeten Nebenarms des Mains, der im Altstadtbereich ungefähr dem Verlauf der heutigen gleichnamigen Straße folgte. Der vorgelagerten ersten Stadtmauer der Stadt, die nach dem gegenwärtigen Stand der Forschung zur Zeit der ottonischen Herrscher um das Jahr 1000 entstand, diente sie als vorgelagerter natürlicher Graben.
Insbesondere im Stadtgebiet zwischen Fahrgasse und Neuer Kräme ließ sich der einstige Verlauf der ältesten Befestigung noch bis zur Zerstörung der Altstadt in einer auffälligen Ost-West-Abfolge von Parzellengrenzen ablesen. Der direkt dahinter befindliche Graben der im Mittelalter zunächst kanalisierten und dann verrohrten Braubach zeigte sich in einem bedeutenden Geländeabfall, der besonders in Querstraßen des Areals wie beispielsweise der Kruggasse, aber auch Innenhöfen von darauf befindlichen Hofanlagen wie dem Nürnberger Hof deutlich zu Tage trat.
Carl Theodor Reiffenstein fand im Jahre 1859 im Garten des Hauses Im Rebstock 4 gerade noch aus dem Boden herausragende Reste der ersten Stadtmauer Frankfurts. Beim Abbruch des Hauses Im Rebstock 6 im Jahre 1904 erwies sich, dass seine nördliche Kellerwand aus zweitverwendeter römischer Bausubstanz bestand – wie auch große Teile der frühmittelalterlichen Stadtmauer.
Der erhaltene Urkundenbestand zeigt, dass der Hof bereits zu Beginn des 14. Jahrhunderts ein fester Begriff war. Aus den archäologischen Befunden ergibt sich ein terminus post quem: erst eine nachgelagerte Befestigungsanlage kann die ältere Stadtmauer derart bedeutungslos gemacht haben, dass man sie zur Fundamentierung von Gebäuden heranzog. Dabei handelte es sich zweifellos um die sogenannte Staufenmauer, deren Bau heute um das Jahr 1200 angesetzt wird.
Entsprechend wird der Hof Rebstock am Markt, auf den sich die frühesten Quellen beziehen, frühestens am Anfang, sicher aber im Verlaufe des 13. Jahrhunderts erbaut worden sein. Für diese Entwicklung spricht auch die erste urkundliche Nennung des Marktes als Straße im Jahre 1238, aber auch sich dort ansiedelnder, wirtschaftlich bedeutsamer Einrichtungen (beispielsweise der Häuser Alter Burggraf 1247 oder der Alten Münze 1274) nur wenige Jahre später. Der Hof Rebstock am Markt gehört damit wie der Hainer Hof, das Köpplerhöfchen, das Goldene Lämmchen und der Nürnberger Hof in die Reihe der ältesten, noch innerhalb des ersten Befestigungsrings der Stadt gelegenen bzw. von innen an ihn angebauten Anlagen.
Dabei ist noch zu berücksichtigen, dass die nachgewiesene ältere Bausubstanz aus einem nördlichen Hofbau stammte, der tendenziell wohl erst nach der Herausbildung einer Häuserfront am späteren Markt entstand. In welchem Zusammenhang mit diesen in Form und Ausdehnung völlig unbekannten ersten Hofbauten spätromanische Architekturfragmente stehen, die man bei Bauarbeiten auf dem Hofgelände fand, ist nicht mehr zu klären. Der stilistische Übergang von der Romanik zur Gotik erfolgte in Frankfurt am Main ungefähr 1240. Die Funde können daher höchstens als Indiz für eine frühe Bautätigkeit allgemeiner Art auf dem Areal dienen.

### Besitz des Stadtpatriziats und Stammsitz der Familie Lersner
Urkundlich ist Anfang des 14. Jahrhunderts ein Hertwig zum Rebstock als erster Eigentümer des Hofes nachweisbar. Er stammte aus einer Patrizierfamilie, die ihren Namen nach dem Hof führte und diesen auch dem ebenfalls in ihrem Besitz befindlichen, gleichnamigen Landsitz vor den Toren der Stadt gab. 1279 fand er als Zeuge in einer Urkunde unter dem Namen „Hertwinus dictus de Rebenstoc“ erstmals Erwähnung und war somit um 1260 geboren.

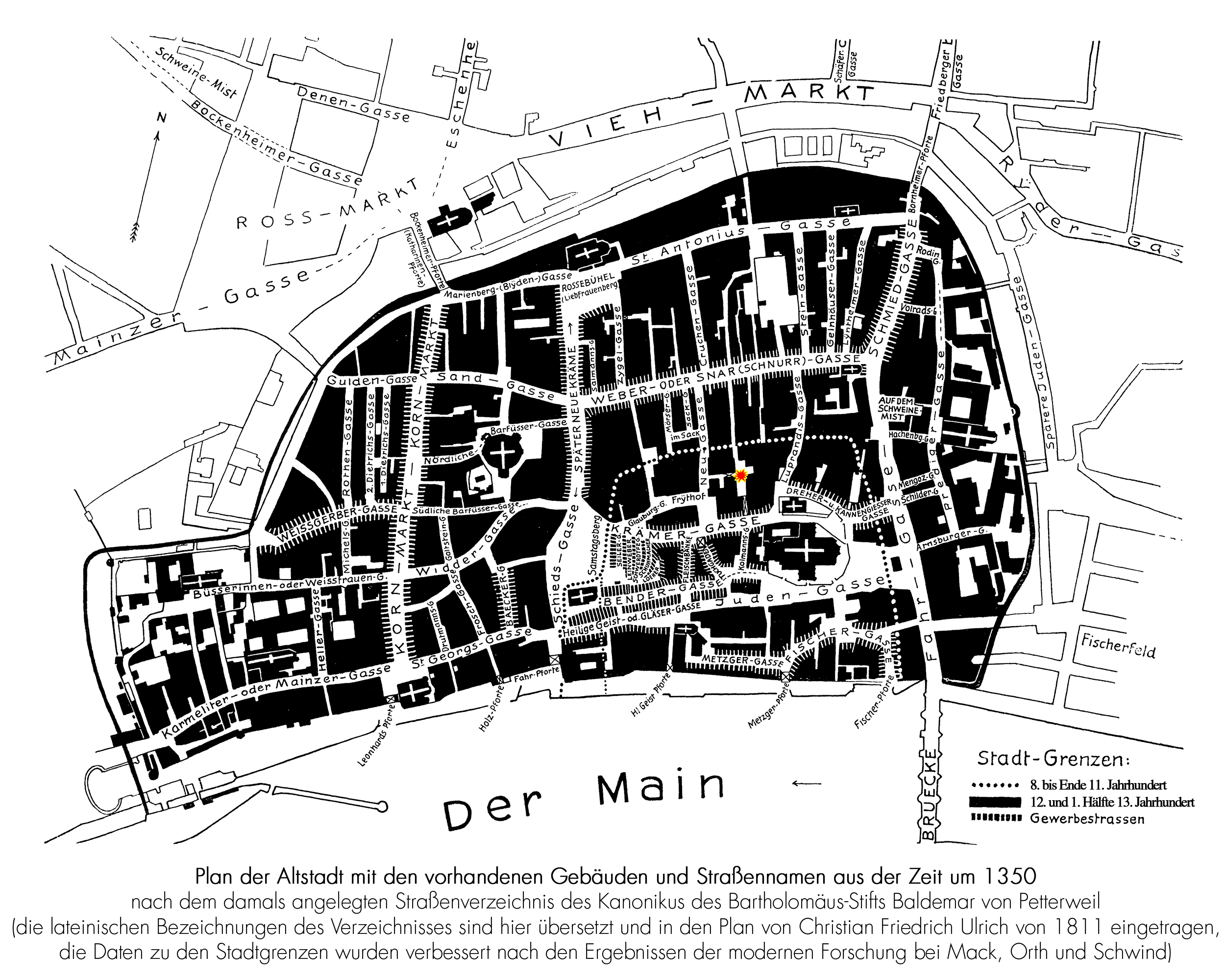
Karte der Frankfurter Altstadt um 1350 mit dem Rebstock nach den Aufzeichnungen des Baldemar von Petterweil, übertragen auf den Stadtplan von Christian Friedrich Ulrich von 1811
(Lithografie)

Eine weitere Urkunde aus dem Jahre 1303 nennt ihn Ratsherr, eine aus dem Jahr 1310 Schöffe, was trotz des Fehlens jeglicher genealogischer Informationen auf einen bedeutenden Mann des sich damals gerade erst in der Bildung befindlichen Stadtregiments schließen lässt. Seine vielleicht von ihm oder einem Vorfahren erbaute Wohnstätte hatte er gut gewählt, lag sie doch nur wenige Schritte vom 1288 erstmals erwähnten alten Rathaus an der Stelle des heutigen Westturms des Doms. Hertwig starb – in einem für seine Zeit recht hohen Alter – wahrscheinlich im Frühjahr 1318, da seine Frau Adelheid im Mai dieses Jahres bereits als Witwe bezeichnet wird, er sich zusammen mit ihr aber noch im Vorjahr um ein ewiges Licht für die Hauskapelle des Hofs bemüht hatte.
Mit Hertwig starb auch sein Geschlecht im Mannesstamm aus, und sein weitverzweigter Besitz kam noch zu Lebzeiten der letzten weiblichen Rebstock, Katherine, in Form des Erbes an andere Frankfurter Patrizierfamilien. Da sie zweimal verheiratet war, führte dies jedoch zu Begehrlichkeiten. So musste das Schöffengericht mit einem erhaltenen Urteil vom 31. Oktober 1342 schlichten. Der Landsitz vor der Stadt ging demnach an den Bruder des zweiten Mannes, Wicker Frosch. Den Hof am Markt konnten Hertwig Weiß von Limpurg und seine Frau Else behalten, die ihn laut dem Urteil auch schon bewohnten. Ob diese ihn zuvor über familiäre Verbindungen oder Kauf in ihren Besitz respektive Eigentum überführt hatten, ist nicht mehr zu klären. Unabhängig davon nannten auch sie sich bald nach dem Hof, da bereits 1346 von „Hertwig Weiß zum Rebstocke“ die Rede ist.

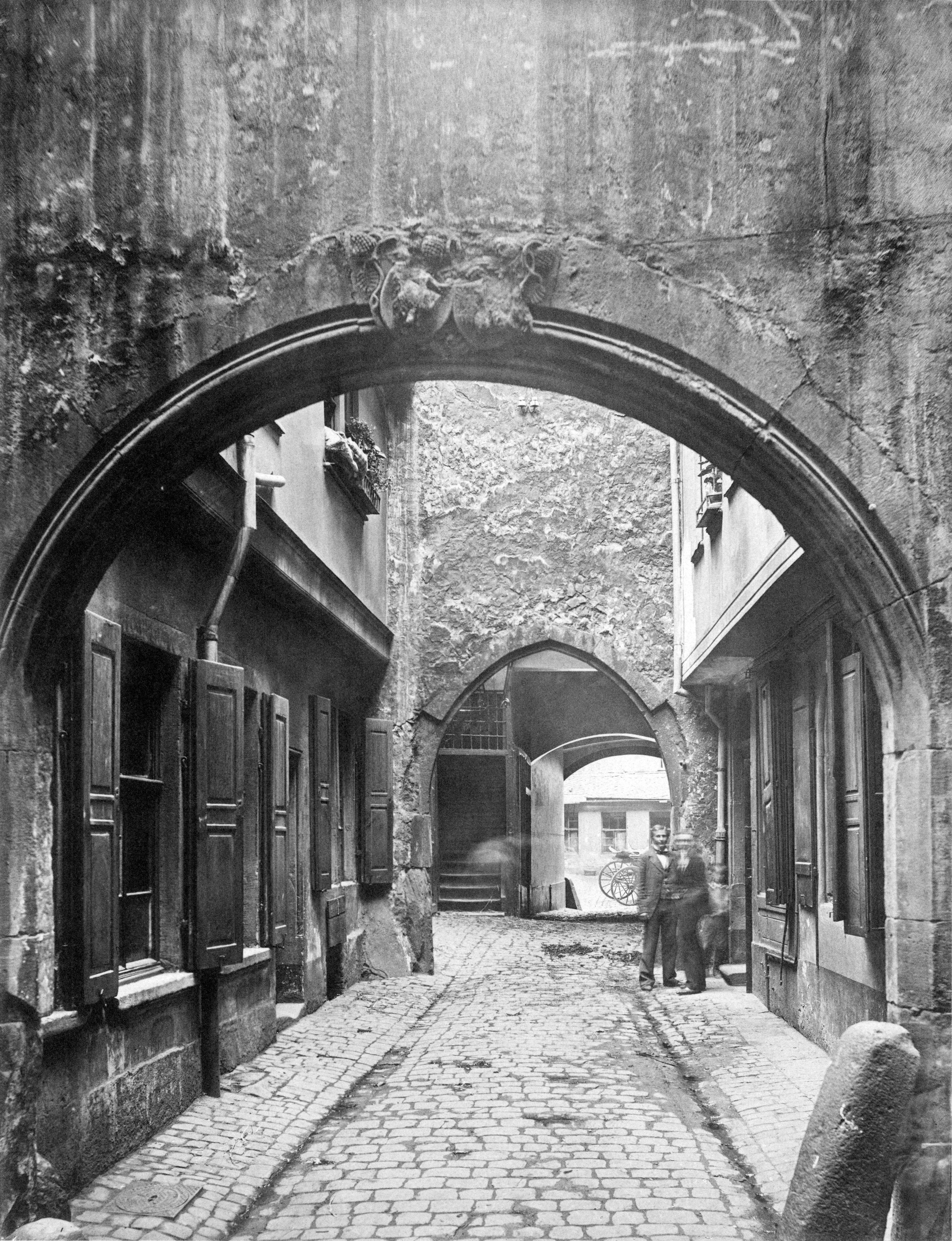
Spätgotischer Torbogen an der Neugasse mit stark zerstörtem Ehewappen, um 1902
(Fotografie von Carl Friedrich Fay)

Die Anlage blieb für über ein Jahrhundert bei der Familie, deren Stammhalter Mitte des 15. Jahrhunderts Werner Weiß zum Rebstock war. Aus seiner Ehe mit Konne von Breidenbach ging offenbar nur eine Tochter hervor, die das Erwachsenenalter erreichte, Katharina. Nach dem Tod ihres Vaters im Jahre 1453 heiratete sie 1454 Engel Frosch, einen Nachfahren Wicker Froschs, wodurch der Rebstock in diese Familie überging. Seine zweite Tochter Elisabeth brachte ihn 1474 durch Heirat in die Familie des Georg von Hell, genannt Pfeffer, mit, wobei unklar bleibt, ob ihr Gatte, der das hohe Amt des kurmainzischen Kanzlers bekleidete, erst nach dem Tode des Schwiegervaters im Jahre 1484 über die Anlage verfügen konnte.
Spätestens 1503 muss der neue Hausherr gestorben sein, da seine Frau in jenem Jahr urkundlich als Witwe bezeichnet wird, sie selber starb zwischen 1524 und 1526. 1537 waren der Erbe des Georg von Hell, Justinian von Holzhausen, und die Erben des Bernhard von Hell je zur Hälfte die Eigentümer. Als 1543 Elisabeth von Hell Ulrich Rauscher heiratete, brachte dieser die andere Hälfte von Justinian von Holzhausen vermutlich durch Erwerb in seine Familie. Der Stadtgeschichtsschreiber und -topograph Johann Georg Battonn will Ende des 18. Jahrhunderts noch ihr Ehewappen über dem Torbogen zur Kruggasse gesehen haben, welcher nur wenig später abgerissen wurde. Ob das stärker beschädigte Wappen über dem Torbogen an der Neugasse, das bis 1944 erhalten blieb, einst das gleiche Wappen zeigte, ist nicht mehr festzustellen.
1581 erwarb Ulrich Rauschers Schwiegersohn, der Vizekanzler Hermann Lersner, die eine Hälfte von seinem Schwager Justus Jonas Rauscher für 2.600 Gulden, nachdem er die andere Hälfte bereits 1566 durch Heirat in sein Eigentum überführt hatte. Dadurch war der Hof Rebstock schließlich zum Stammsitz der Familie von Lersner geworden, die nicht nur vielfach den Bürgermeister der Stadt stellte, sondern aus der im 18. Jahrhundert auch der erste Stadtgeschichtsschreiber, Achilles Augustus von Lersner, hervorging.

### Ganerbschaft und Übergang in Privatbesitz
1627 bildeten die Kinder Hermanns eine Ganerbschaft zur Verwaltung der einzelnen Hofgebäude. Die am 16. Mai dieses Jahres beschlossene und überlieferte Ganerbschaftsordnung enthält dabei interessante Details. Zunächst wurden die Ganerben angehalten, Inventare aller zum Rebstock gehörigen „Fahrnuß“ – also jeglicher Gegenstände und etwaiger Zugänge – sowie von sämtlichen Urkunden über Behausungen des Hofes anzulegen. Diese legte man in einen Kasten mit drei Schlössern, für den die in Frankfurt sesshaften Ganerben zwei Schlüssel und der Bevollmächtigte der abwesenden Ganerben einen Schlüssel erhielten.
Ein Zeugnis für die Bedeutung des Hofes als Messequartier selbst in jener Zeit, als die Messen längst nicht mehr so blühten wie in der Zeit vor dem Dreißigjährigen Krieg, ist auch die Regelung, bei jeder Messe 50 Gulden in den Kasten zu legen, wovon der Verwalter die notwendigen Reparaturen bestreiten sollte. Die Nutzung war offenbar derart intensiv, dass 100 Gulden im Jahr – resultierend aus den zwei Frankfurter Messen – nicht ausreichten und zugleich ein Kostenzuschuss verabredet wurde. Neben Belehrungen, das Eigentum sorgsam zu behandeln, schließt die Ordnung mit durchaus kapitalistischen Überlegungen, zwecks Erhöhung der Einnahmen mehr Hofbauten in Wohnraum umzuwandeln sowie alte Gebäude zu sanieren oder neu zu errichten.

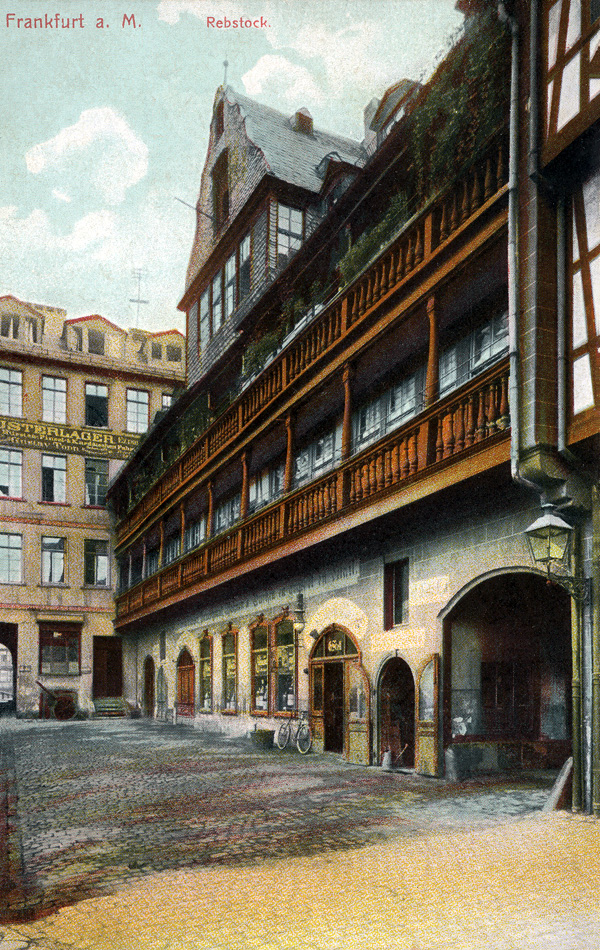
Im Rebstock 1, der größte und bekannteste aller im 18. Jahrhundert entstandenen Hofbauten des Rebstocks, um 1905
(Ansichtskarte)

Vom Aussehen der Anlage zu Zeiten der Ganerbschaft bietet der Vogelschauplan von Matthäus Merian d. Ä. aus dem Jahre 1628 ein hervorragendes Bild. Nach Auflösung der Ganerbschaft im frühen 18. Jahrhundert gingen die Häuser an einzelne Privatbesitzer über, die weiterhin gemeinschaftlich den Unterhalt für die Durchgänge, Hoftore und den Hofbrunnen bestritten. Es muss sich dabei um teils vermögende Leute gehandelt haben, da in dieser letzten Blütezeit des Hofs vor allem um die Mitte des 18. Jahrhunderts für Frankfurter Verhältnisse nochmals bemerkenswerte spätbarocke Bauwerke entstanden.
Ein weiteres Indiz für den trotz der Teilung weiterhin bestehenden Gemeinschaftssinn der Anwohner war der noch 1778 neu errichtete, mit einem Rebstock mit Trauben gezierte Brunnen im Innenhof mit der Inschrift:

„Denen Besitzern des Rebstockshof eigenthümlicher Brunnen. 1778.“

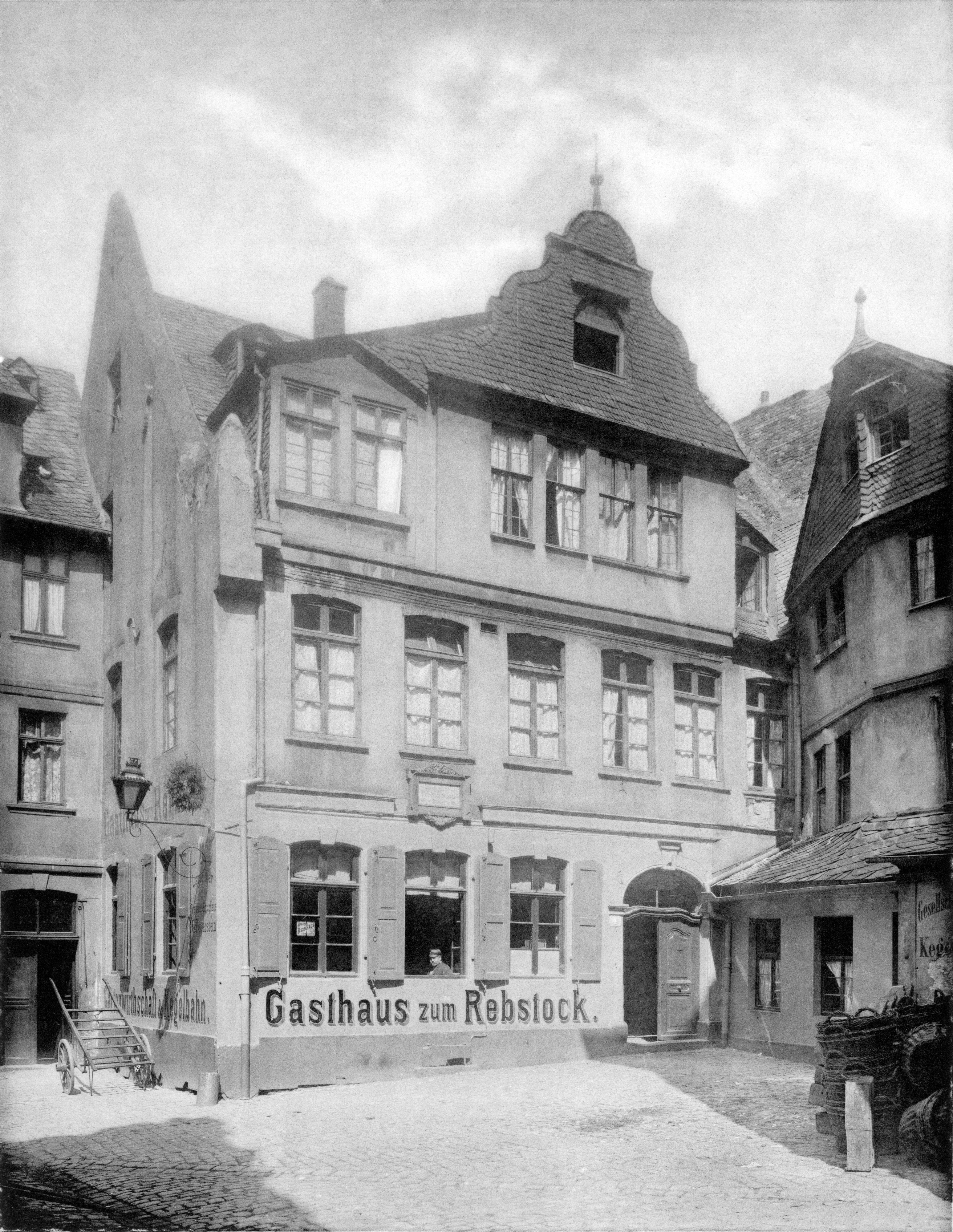
Das Geburtshaus von Friedrich Stoltze, Im Rebstock 4, um 1897
(Fotografie von Carl Friedrich Fay)

Einer der späteren Privatbesitzer war der Gastwirt Friedrich Christian Stoltze (1783–1833), gebürtig aus Hörle. Er kam 1800 in die Stadt und erwarb 1808 durch die Heirat der Bürgerstochter Anna Maria Rottmann (1789–1869) das Frankfurter Bürgerrecht. Nachdem er bereits einige Jahre im Gasthof des Schwiegervaters in der an den Rebstock anstoßenden Mausgasse gearbeitet hatte, erwarb er 1813 das Haus Im Rebstock 4.
Ein nicht näher bestimmbares Gasthaus im Hof war bereits 1632 unter dem Namen Zum Rebstock bezeugt, das Haus der Stoltzes, nach der Litera-Bezeichnung der alten Quartiersnummerierung L87a, zumindest sicher seit 1730 als Wirtshausbetrieb nachweisbar. 1816 erblickte dort der berühmte Frankfurter Mundartdichter Friedrich Stoltze als siebtes Kind seiner Eltern das Licht der Welt.
In der Vormärzzeit diente jene Gaststätte des Rebstocks als politischer Treffpunkt verschiedener Fraktionen. Seit den 1830er Jahren war sie der Dreh- und Angelpunkt der Frankfurter Liberalen, die sich dort ebenso wie politisch Andersdenkende überall in der Altstadt (etwa im Württemberger Hof) eingerichtet hatten. Nach ihrer Ausweisung aus der Schweiz diente sie zeitweise exilierten Polen der Bewegung Junges Europa als Versammlungsort.
Der weitere Verlauf des 19. Jahrhunderts stellte für den Hof eher eine Epoche des Verfalls dar. Die nach dem Ende des Heiligen Römischen Reichs nicht mehr regelmäßig stattfindenden Kaiserkrönungen sowie der wirtschaftliche Bedeutungsverlust, bedingt durch den Wegfall des einst blühenden Messegeschäfts, den späteren Beitritt zum Zollverein und den Niedergang des traditionell dort ansässigen Handwerks, ließen den gesamten Altstadtkern in Bedeutungslosigkeit versinken.
Nicht länger dienten Altstadtgassen wie der Markt oder die Fahrgasse als zentrale Achsen des wirtschaftlichen und gesellschaftlichen Lebens, stattdessen waren Straßenzüge der Neustadt wie die Zeil oder die Neue Mainzer Straße schon im Verlaufe des 18. Jahrhunderts zu den neuen Boulevards der Stadt aufgestiegen. Mit der Schaffung neuer Wohnquartiere im Bereich der heutigen Innenstadt sowie auf den Flächen vor den abgetragenen frühneuzeitlichen Befestigungsanlagen wanderte schließlich die Mittel- und Oberschicht aus dem Altstadtgebiet ab, das zu einem Armenquartier verkam.
Um mit Häusern auf den winzigen Parzellen der Altstadt dennoch etwas Geld verdienen zu können, wurden vor allem in der Zeit des Klassizismus von Grundstückseigentümern an vielen Stellen die seit mehreren hundert Jahren bestehenden Gebäude durch „Mietskasernen“ ersetzt. Sie waren, um möglichst viele Wohneinheiten zu erzielen, teils von völlig überdimensioniertem, geradezu turmartigem Charakter und konnten als die ersten Bausünden der Altstadt gelten. Auch der Hof Rebstock blieb davon nicht verschont, wenngleich die im ersten Jahrzehnt des 19. Jahrhunderts auf den Parzellen von Markt 8 sowie des Hinterhauses Im Rebstock 2 errichteten Neubauten noch vergleichsweise maßstäbliche Vertreter dieses neuen Bautypus waren.

### Das Ende des Hofs und Geschichte bis in die Nachkriegszeit

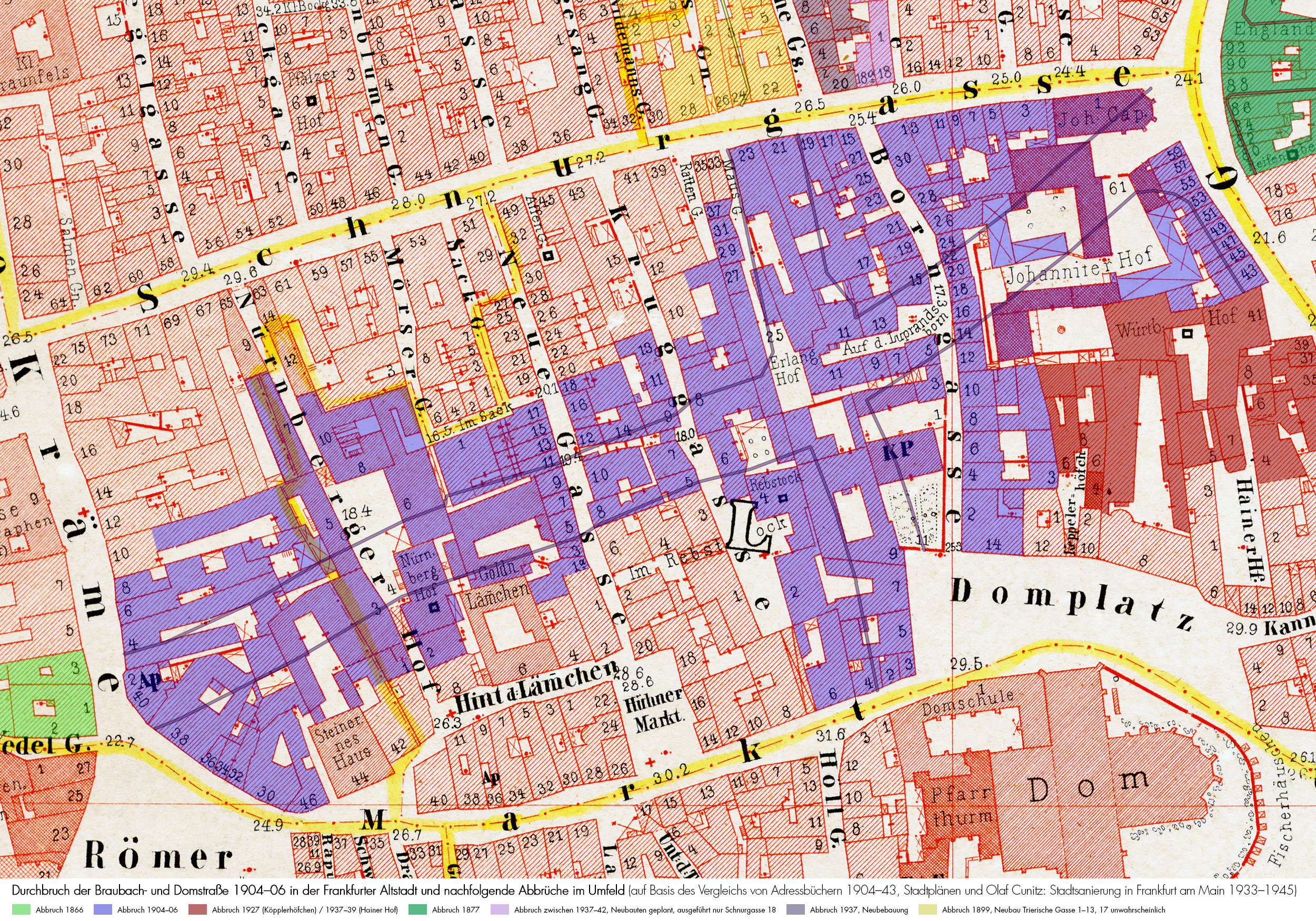
Schematische Darstellung des Straßendurchbruchs auf dem Altstadtbestand von 1862 mit Nachträgen bis 1944
(Chromolithografie von Friedrich August Ravenstein)

Um der Strukturkrise der Altstadt entgegenzuwirken, brach man von städtischer Seite ab Mitte des 19. Jahrhunderts unter anderem nach dem großen Pariser Vorbild zunehmend Straßen in ihr Gebiet. Man glaubte dabei, mittels der Belebung durch den Verkehr sowie den Zutritt von „Licht und Luft“ in die teils sehr eng bebauten Quartiere einen quasi selbstheilenden Effekt erzielen zu können, was – da die Krise nicht darin gründete – natürlich nicht der Fall war.
Vielfach wurden die Probleme durch den Abriss von Altbauvierteln noch verschärft, vernichtete man dabei doch – wenn auch qualitativ minderwertigen – vor allem für einfache Berufe und geringe Einkommen bezahlbaren Wohnraum, ohne irgendeinen adäquaten Ersatz zu schaffen. In der Folge kam es zu einer noch stärkeren Wohnraumzusammenballung in abseits gelegenen Teilen der Altstadt, vor allem nach 1850, als sich die Bevölkerungszahl binnen eines halben Jahrhunderts fast versechsfachte.

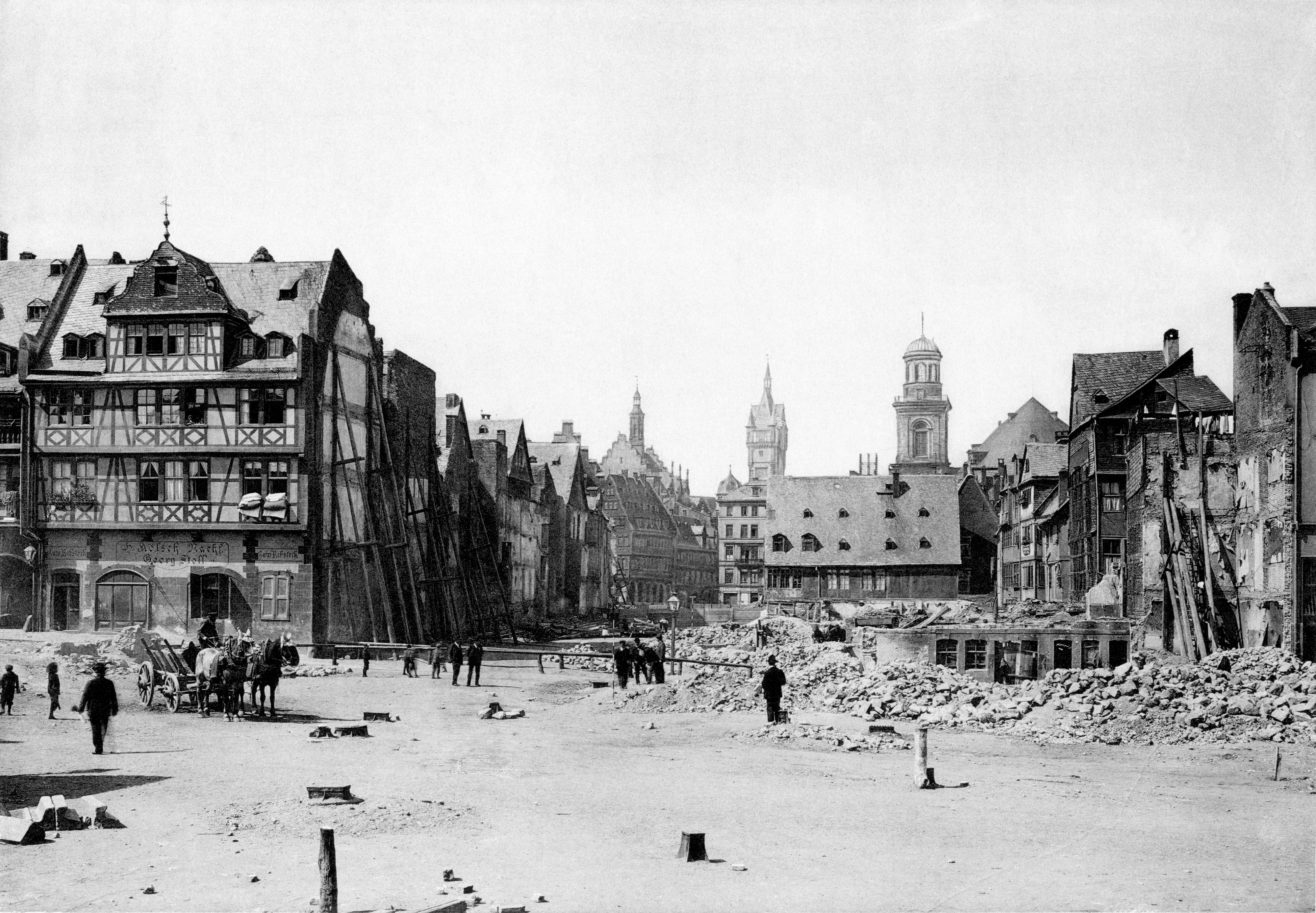
Abgeräumtes Gebiet der künftigen Braubachstraße von Höhe der einstigen Borngasse nach Westen, links sind die erhaltenen Häuser des Hofes angeschnitten, um 1906
(Fotografie von Carl Friedrich Fay)

Das größte Projekt dieser Art fand in den Jahren 1904 bis 1906 statt, als man die Braubachstraße etwa entlang des Verlaufs des ehemaligen Flusses durch das Altstadtgebiet zwischen Markt und Schnurgasse (letztere etwa im Verlauf der heutigen Berliner Straße) trieb. Dabei wurden weit über hundert Häuser und gleich mehrere Hofanlagen zerstört, die teils noch bis in das hohe Mittelalter hinaufreichten.
Der Straßenverlauf sowie der der senkrecht dazu durchgebrochenen Domstraße schnitt dabei auch durch weite Teile des Hofes Rebstock. Bis auf das Haus Markt 8 sowie die Häuser Im Rebstock 1 und 3 mussten alle übrigen Bauten, darunter auch das Geburtshaus Friedrich Stoltzes weichen, der einstige Innenhof wurde zur Kreuzung von Braubach- und Domstraße hin eröffnet.
Einerseits machten das Haus Im Rebstock 1 mit seinen aus dem 18. Jahrhundert stammenden Holzgalerien sowie das ebenfalls auf Sicht konzipierte Fachwerkhaus Im Rebstock 3, nun Braubachstraße 21, zum neu geschaffenen Platz an der Domstraße einen prächtigen Eindruck. Andererseits war der angerichtete städtebauliche Schaden noch jahrzehntelang unübersehbar. Fried Lübbecke, Kunsthistoriker und Vorsitzender des um eine Sanierung der Altstadt bemühten Bundes tätiger Altstadtfreunde schrieb noch 1926:

„Lange Jahre lag der Platz des zur Hälfte abgerissenen Rebstockes als wüster, schmutziger Winkel mitten in der Stadt, während die zerrissene Brandmauer an dem Doßmannschen Hause zum Dom hin wie eine große Wunde klaffte. Endlich entschloß sich 1924 die Stadt, die Wand zu verputzen, […]. Im Jahre 1925 legte man einen Markt auf den Platz, der sich sehr wohl mit dem schönen Haus Zum Rebstock verträgt.“

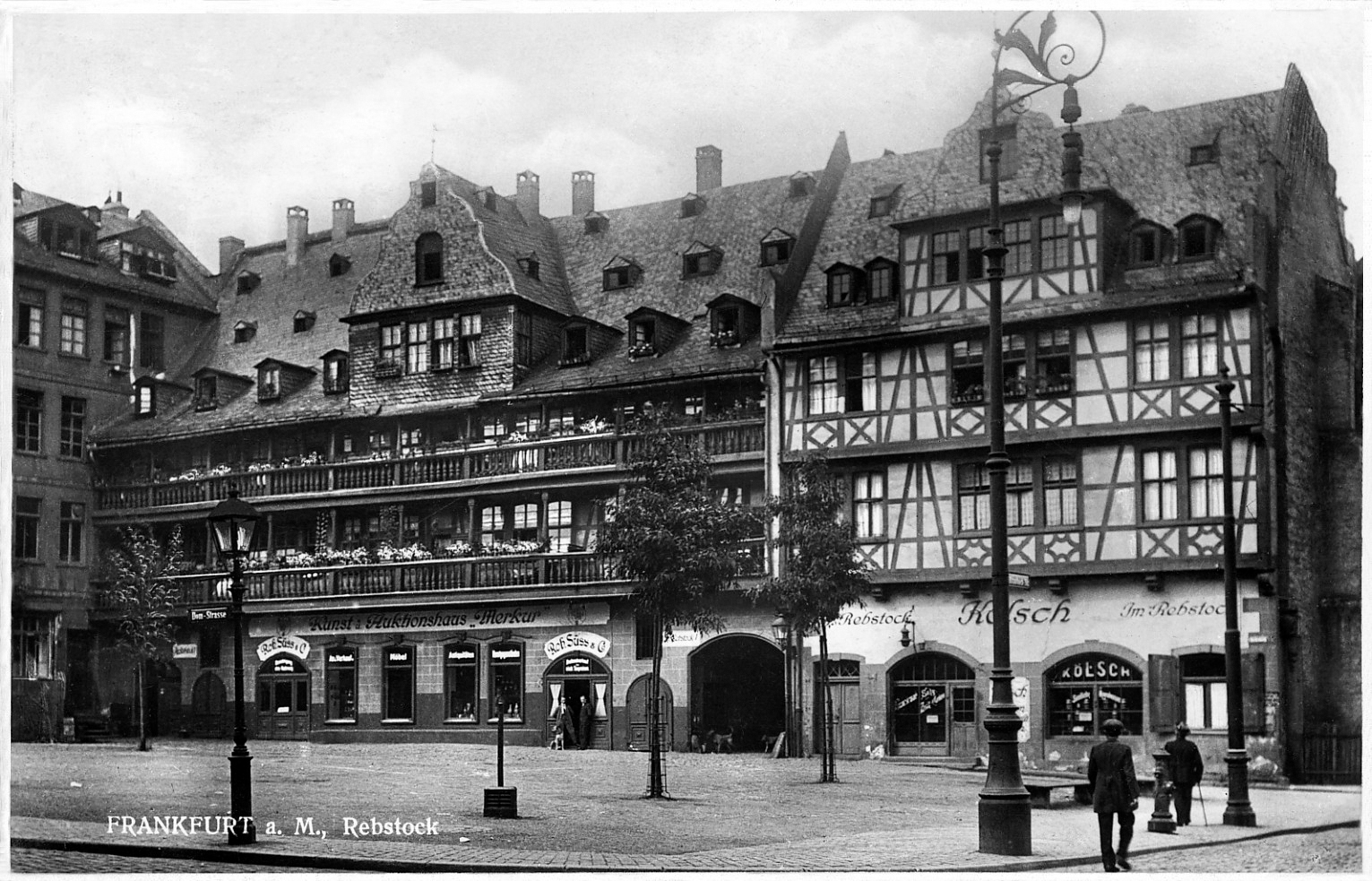
Die Häuser Im Rebstock 1 und 3 und der ehemalige Innenhof nach dem Straßendurchbruch, um 1910
(Ansichtskarte)

Der Blick von der Braubachstraße zeugte noch weitere 15 Jahre von den offenbar schwer zu bewältigenden Folgen des Straßendurchbruchs. So zeigten sich dort noch bis 1940 Brandwände ehemaliger Häuser der Krug- und Neugasse, die zudem noch durch Strebewerke stabilisiert werden mussten. Erst im genannten Jahr normalisierte sich der Anblick durch eine Fassadenangleichung respektive den Neubau des Hauses Braubachstraße 23 vor den Brandwänden. Zuvor hatte man sich bereits 1927 dem ehemaligen Hofraum zumindest im Osten durch die Errichtung des Hauptzollamtes in seiner Maßstäblichkeit wieder angenähert.
Der genannte Zustand blieb jedoch kaum vier Jahre bestehen, als im März 1944 alliierte Luftangriffe praktisch die gesamte Frankfurter Altstadt zerstörten. Dabei zählten die massiven Jahrhundertwendebauten an der Braubachstraße zu den wenigen Gebäuden, die den durch Brandbomben entfachten Feuersturm größtenteils unbeschadet überstanden. So verlor Braubachstraße 23 nur sein hölzernes Dach. Da das Bombardement flächendeckend war, konnten selbst die steinernen Bauten nicht verhindern, dass der Großbrand die südlich angrenzenden Altbaubestände vernichtete, so dass die Häuser Im Rebstock 1 und Braubachstraße 21 bis auf ihre steinernen Erdgeschosse niederbrannten. Durch Sprengbombeneinwirkung wurde selbst der Gebäudesockel des Hauses Im Rebstock 1 vollständig zerstört.
Nach dem Krieg kam es nach einem kurzen Richtungsstreit zu einer weitgehenden Beräumung der verbliebenen historischen Keller und Erdgeschosse. Sehr vereinzelte Ruinen einiger aus damaliger Sicht als bedeutend eingestufter Bauten – etwa des Steinernen Hauses oder des Leinwandhauses – ließ man für einen späteren Wiederaufbau bestehen. Die aufgrund ihrer Konstruktionsweise nur wenig beschädigten Gebäude an der Braubachstraße wurden, wenn auch vereinfacht, fast sämtlich wieder aufgebaut.
Nur so ist zu erklären, dass das verbliebene Erdgeschoss des Hauses Braubachstraße 21 entgegen den anderen derartigen Resten der Altstadt nicht beseitigt wurde, sondern, im schlichten Stil der 1950er Jahre zu einem Wohnbau aufgestockt, erhalten blieb. Eine wohl im Rahmen des Umbaus 1940 über dem Erdgeschoss eingezogene Betondecke hatte dieses, wie auf Fotos zu erkennen, zudem vor dem Ausbrennen geschützt. Als 1969 die Stadtverordnetenversammlung den Bau des Technischen Rathauses auf dem Areal beschloss, mussten neben vier weiteren Häusern an der Braubachstraße im Rahmen der Fundamentierungsarbeiten mit ihm der letzte historische Rest des Hofes Rebstock weichen.

### Wiederaufbau
Am 6. September 2007 beschloss die Stadtverordnetenversammlung mit den Stimmen der CDU, Bündnis 90/Die Grünen, FDP und Freien Wähler gegen die Stimmen von SPD und Die Linke die Neubebauung des Dom-Römer-Areals; zuvor war bereits eine Entscheidung über den Abriss des Technischen Rathauses gefallen. Bei der Neubebauung sollte – erstmals seit Beginn des Wiederaufbaus – wieder „der historische Quartiersgrundriss weitestgehend zur Grundlage der Planung gemacht“ werden.
Neben der originalgetreuen Rekonstruktion von mindestens sechs historischen Bürgerhäusern und der Gestaltung der übrigen rund 40 Gebäude des Areals entsprechend einer seit Ende 2009 vorliegenden Gestaltungssatzung enthielt der Beschluss den Passus, dass die „Rekonstruktion des Hauses „Großer Rebstock“ angestrebt wird“, gleichzeitig jedoch mit der Einschränkung, „sofern eine sinnvolle Lösung für die Tiefgarageneinfahrt gefunden, die Verträglichkeit mit dem Haus am Dom und die Nutzbarkeit des Gebäudes gewährleistet werden kann“. Gemeint war damit allerdings nicht das einstige Haus Großer Rebstock am Markt, sondern der sich in Nord-Süd-Richtung erstreckende Hofbau mit der ehemaligen Anschrift Im Rebstock 1.
Nach der im Auftrag der Stadtverordnetenversammlung 2006 erstellten Dokumentation zur Altstadt zählte dieses nun Haus Rebstock genannte Gebäude zusammen mit der Goldenen Waage, dem Roten Haus und dem Haus zum Esslinger zu den „Bauten mit städtisch kollektiven Erinnerungswert“:

„Haus (1) ‚Haus Rebstock‘ gehört mit seinen langen verzierten doppelten Holzgalerien, wie das Wanebachhöfchen, zu den pittoresken Höfen der Altstadt. Der im Besitz namhafter Patrizier (Frosch, Weiss von Limpurg, Hell, von Holzhausen) gewesene große Messehof diente zum Teil als Herberge. Im Gasthaus „Zum Rebstock“ wurde Frankfurts Lokaldichter Friedrich Stoltze 1816 geboren. Hier residierten auch die berüchtigten Demagogen der Vormärzzeit (exilierte Polen).“

Eine im Auftrag des Magistrats durchgeführte Studie gab der Rekonstruktion zunächst kaum Aussichten, unter anderem wegen der wenigen vorhandenen Planunterlagen und des schmalen Zuschnitts der Parzelle, der eine Wohnnutzung ausschließe. Zudem werde sich nach Wiederherstellung des historischen Bodenniveaus die Zufahrt der Tiefgarage Dom/Römer genau auf dem Hofgelände vor dem rekonstruierten Gebäude befinden. Allerdings wiesen auch andere zur Rekonstruktion vorgesehene Gebäude, wie etwa der ehemalige Messehof Goldenes Lämmchen, vergleichbar schmale Raumzuschnitte auf und die sehr schmalen, aber dafür umso tieferen Parzellen stellten ohnehin ein typisches Merkmal der Frankfurter Altstadtbebauung dar. Der Bauingenieur Dominik Mangelmann hatte bereits im Zuge seiner Diplomarbeit den Nachweis geführt, dass eine flächenhafte Rekonstruktion des Areals inklusive des Rebstocks bis auf die Ebene einzelner Balkenlagen anhand der vorhandenen Unterlagen durchaus möglich ist.
Im Dezember 2009 teilte Planungsdezernent Edwin Schwarz schließlich mit, dass eine Rekonstruktion entgegen der zuvor abgezeichneten Tendenz doch möglich sei. Ausschlaggebend war eine neue Planung zur Tiefgarageneinfahrt, die bereits von der Einfahrt im Haus am Dom als absteigende Rampe verlaufen könnte und somit das Innenhofareal eines rekonstruierten Rebstocks nicht mehr tangieren würde.
Im März 2010 wurde bekannt, dass die Stadt Frankfurt zwei Gebäude des Hofes Rebstock am Markt rekonstruieren werde: Der Rebstock-Hof mit der neuen Adresse Braubachstraße 15 sowie das nördliche Nachbargebäude Braubachstraße 21. Mit beiden Projekten wurde das Frankfurter Büro Jourdan & Müller beauftragt.
Im November 2010 begann der Architekturwettbewerb für die nach Satzung zu gestaltenden Häuser. Mit Markt 8 (Großer Rebstock) befand sich darunter auch eine zum ehemaligen Hof Rebstock am Markt gehörige Parzelle. Das Preisgericht tagte am 21. und 22. März 2011 und gab am 23. März 2011 die Gewinner bekannt: den 1. Preis erhielten Jordi & Keller Architekten aus Berlin, den 2. Platz belegte die Helmut Riemann Architekten GmbH aus Lübeck.
Der Siegerentwurf greift die Kubatur des historischen Vorgängerbaus deutlich auf und besitzt wie dieser mit dem Erdgeschoss vier vierachsig gegliederte Vollgeschosse. Den Abschluss bildet allerdings kein traufständiges Satteldach mit Zwerchhaus, sondern ein giebelständiges Satteldach mit großen Gauben. Da das Haus Markt 8 künftig den östlichen Abschluss der Straßenzeile bilden wird, besitzt es auch eine – weitgehend analog zur Südseite – gestaltete Ostfassade. Allerdings ist das Erdgeschoss dort von vier großen Rundbögen durchbrochen, während auf der Südseite im Gegensatz zum historischen Vorbild nur zwei vorgesehen sind. In den Details ist weiter der Rundbogen als Sturz für alle Fenster vorgesehen, während dies ursprünglich nur bei den Fenstern des dritten Obergeschosses der Fall war. Das Haus Markt 8 dient künftig als Zugang zum U-Bahnhof Dom/Römer.
Der Baubeginn der Rekonstruktionen war ursprünglich bereits für Anfang 2012 vorgesehen. Er verzögerte sich jedoch, da die Restaurierung der Tiefgarage Dom/Römer aufwendiger war als gedacht. Nach Erteilung der Baugenehmigung im Juli 2014 begannen die Rohbauarbeiten. Zunächst wurden ab November 2014 die Kellerdecken geschlossen, danach begannen die Hochbauarbeiten. Ende 2017 waren die Bauarbeiten weitgehend abgeschlossen.

## Architektur

### Probleme der Baugeschichte
Einer architektonischen Beschreibung sollen zunächst die Probleme einer umfassenden Abhandlung vorausgeschickt sein. Es existiert nur ein monographisches Werk aus dem Jahr 1914, das den Hof in seinem Zustand 1904 beschreibt. Für frühere Zeiten muss man sich daher ausschließlich auf Abbildungen auf Stadtplänen – namentlich den im Fürstenkrieg entstandenen Belagerungsplan der Stadt von 1552 sowie den sogenannten Vogelschauplan von Matthäus Merian d. Ä. aus dem Jahre 1628 – sowie das stützen, was dem urkundlichen Material an architektonischen Details zu entnehmen ist.

#### Umfang der Anlage

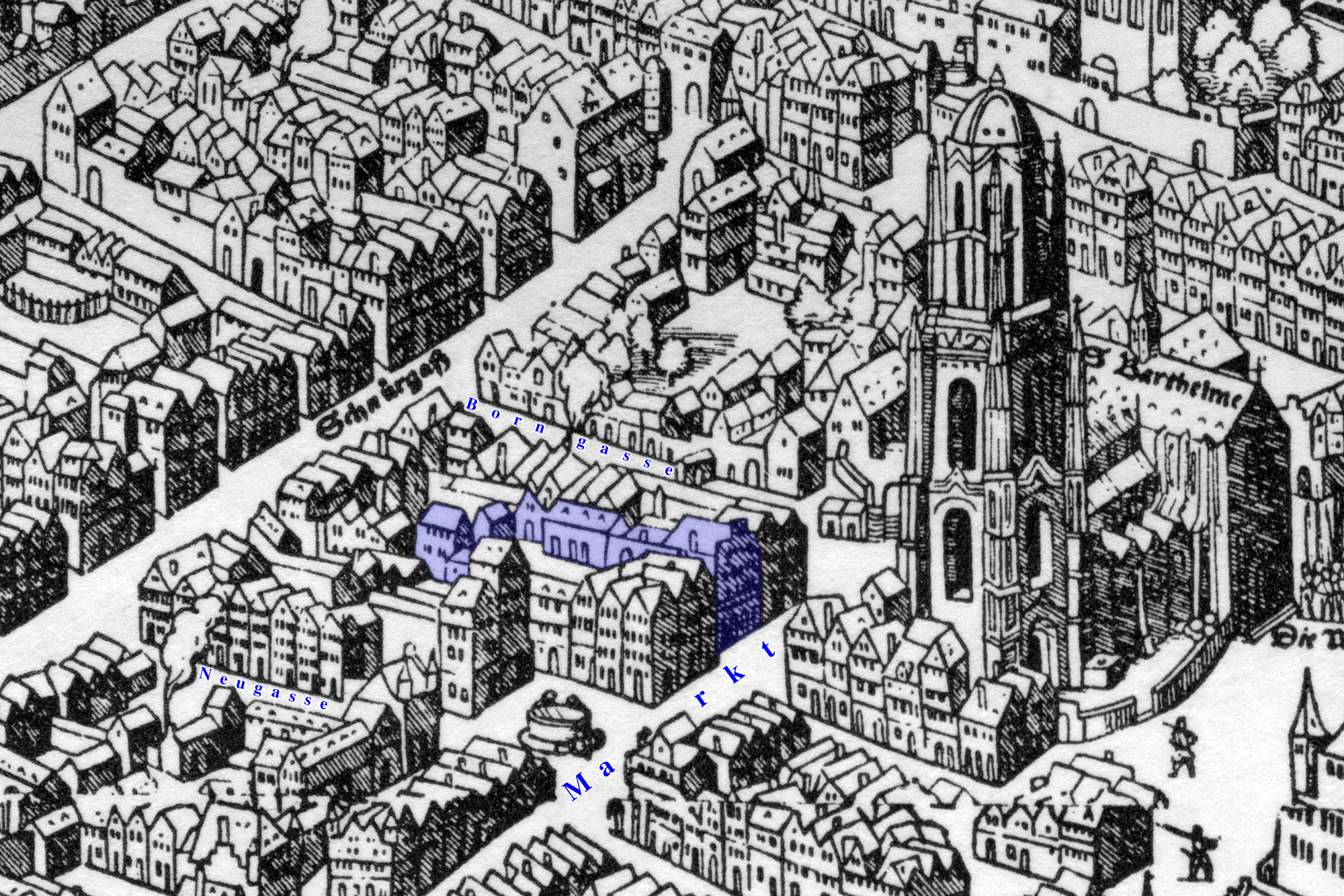
Das Zentrum der Altstadt mit dem Rebstock auf dem Belagerungsplan, 1552
(Holzschnitt von Conrad Faber von Kreuznach)

Ein Hauptproblem der frühen Baugeschichte ist der lange Zeit unbekannte Umfang dessen, was unter dem Hof Rebstock verstanden wurde. Auf den Bestand im Mittelalter weisen nur Urkunden. 1396 schloss der Schöffe Heinrich Weiß zum Rebstock einen Vertrag mit der Witwe eines Nachbarn. Da dieser genau regelte, wie ein Haus im Innenhof des Rebstocks an die Rückseite des Hauses Fürstenberg am Domplatz (ehemalige Hausanschrift Domplatz 7, abgerissen 1904) gebaut werden dürfe, wurde damit indirekt auch erstmals das Haus beziehungsweise ein Vorgängerbau von Im Rebstock 2 bezeugt.
Dass der Rebstock darüber hinaus schon früher aus mehr als einem Haus bestand, wird jedoch schon durch den Vergleich von 1342 klar (vgl. Geschichte), da in diesem mit Bezug auf den Hof von „hinten und vorne“ die Rede war.
Im 16. Jahrhundert liefert die Rolle der auf dem Hühnermarkt stehenden, damals als Freythofsbrunnen genannten Wasserquelle für das Quartier erstmals deutlichere Hinweise. Die (im Zweiten Weltkrieg weitgehend verbrannten) Brunnenrollen enthielten Einträge über die zu ihrem Einzugsgebiet gezählten Häuser, um so die Last ihres Unterhalts auf die Köpfe der Gemeinde zu verteilen. Um 1550 erschien in der Rolle des genannten Brunnens ein „Großer Rebstock“ und ein „Kleiner Rebstock“.

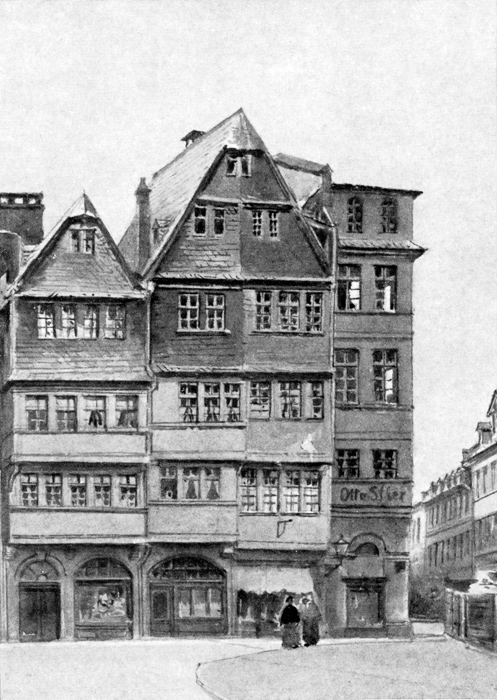
Domplatz 3 sowie Markt 2 und 4 (ganz links), wohl 1877
(Aquarell von Carl Theodor Reiffenstein)

Auf dem sogenannten Belagerungsplan von 1552, eine der ersten graphischen Darstellungen des Stadtgebiets überhaupt, lässt sich an der Stelle der Anlage jedoch deutlich einen Innenhof mit weit mehr einzelnen Gebäuden erkennen. Der Eintrag kann daher als Hinweis darauf gelten, dass zwischen dem Großen Rebstock, also den Bauten Markt 8 und 6 mit ihren Hofannexen, und dem Kleinen Rebstock, dem Haus Markt 4, kein Zusammenhang bestand, was auch in der Literatur an keiner Stelle aufgebracht wird.
Trotz eines weit höheren Detailgrads immer noch undeutlich ist der Vogelschauplan von Matthäus Merian d. Ä. aus dem Jahr 1628 insofern, als dort eine Vielzahl von Gebäuden zu erkennen sind – je nach Zählweise zwischen neun und elf. Johann Georg Battonn, der um die Wende des 18. zum 19. Jahrhundert erstmals eine auf Urkunden fußende Beschreibung des Hofs lieferte, zählte neun Häuser zum Hof – zwei am Markt und sieben Hofbauten. Dies stimmt mit der Brunnenrolle von 1727 überein, die ebenfalls neun Häuser zählte, wenngleich im Häuserverzeichnis von 1761 zehn aufgeführt sind.
Im Jahr des Abbruchs, also 1904, zählten dagegen nur noch acht Bauten zum Hof. Das von Battonn noch hinzugerechnete Haus Markt 6 war also im Laufe des 19. Jahrhunderts eigenständig geworden.

#### Mehrfachverwendung von Häusernamen
Auch die sehr „sparsame“ Verwendung des Hausnamens, der, wie bereits angesprochen, im gesamten urkundlichen Material wie auch der Literatur höchstens mit dem Attribut Groß und Klein weiter ausdifferenziert wird, erschwert eine genaue Zuordnung einzelner Bauten erheblich. Unumstritten im Sinne keiner abweichenden Nennung in der Literatur ist die Bezeichnung des Hauses mit dem Zugang am Markt, Markt 8, als Großer Rebstock, die auch der klassizistische Neubau aus dem frühen 19. Jahrhundert beibehielt.
Das benachbarte Haus Markt 6 hatte – trotz seines mit den Staffelgiebeln besonders wie altertümlich wirkenden Äußeren – laut der Beschreibung durch Johann Georg Battonn keinen Hausnamen, auch im Verzeichnis sämtlicher Frankfurter Häusernamen von Carl Theodor Reiffenstein aus dem Jahre 1860 findet es sich nicht. Walter Sage bezeichnet es in seiner Beschreibung des Hauses dennoch als „Großen Rebstock“ – auf welcher Grundlage, ist unbekannt und vermutlich als Irrtum einzustufen.
Ebenfalls eindeutig namentlich zuordenbar ist das einst an Markt 6 östlich anschließende Haus mit der Nummer 4, das sowohl bei Battonn als auch bei Reiffenstein als Kleiner Rebstock tituliert wird, wohl jedoch nicht in einem Zusammenhang mit dem eigentlichen Hof stand (vgl. Umfang der Anlage). Ferner wurden laut Reiffenstein zumindest die Hofbauten Im Rebstock 1, 4 und 6 auch als „Rebstock“ bezeichnet.

### Relative Abgrenzung der Bauepochen
Entgegen der Ausdehnung der Anlage vor allem in älteren Zeiten lassen sich zumindest verschiedene Bauepochen in ihrer relativen Abfolge voneinander trennen. Weder Befunde, Überlieferung noch die nachfolgende Baugeschichte deuten darauf hin, dass von der schriftlich dokumentierten, ursprünglichen Anlage des 13. Jahrhunderts – von den wohl noch romanischen Kellern abgesehen (vgl. Geschichte) – beim Ausgange des Mittelalters etwas verblieben war.
Im 15. und 16. Jahrhundert dürfte ein weitgehender Neubau in noch spätgotischen Formen erfolgt sein. Das Haus Markt 6 war (vgl. die nachfolgende Beschreibung) tendenziell in die frühe Zeit dieser Phase zu setzen und dürfte am Ende jener Epoche nochmals eine Umgestaltung in Formen einer reifen Renaissance erfahren haben. Ferner, wenn auch etwas früher, entstammten dieser Periode das Haus Im Rebstock 3, die zum Teil noch spitzbogig überdeckten Zugänge zum Hof – am besten erhalten im Westen an der Neugasse – sowie das Winzerdenkmal, damals als Teil einer Portal- oder Erkerarchitektur.

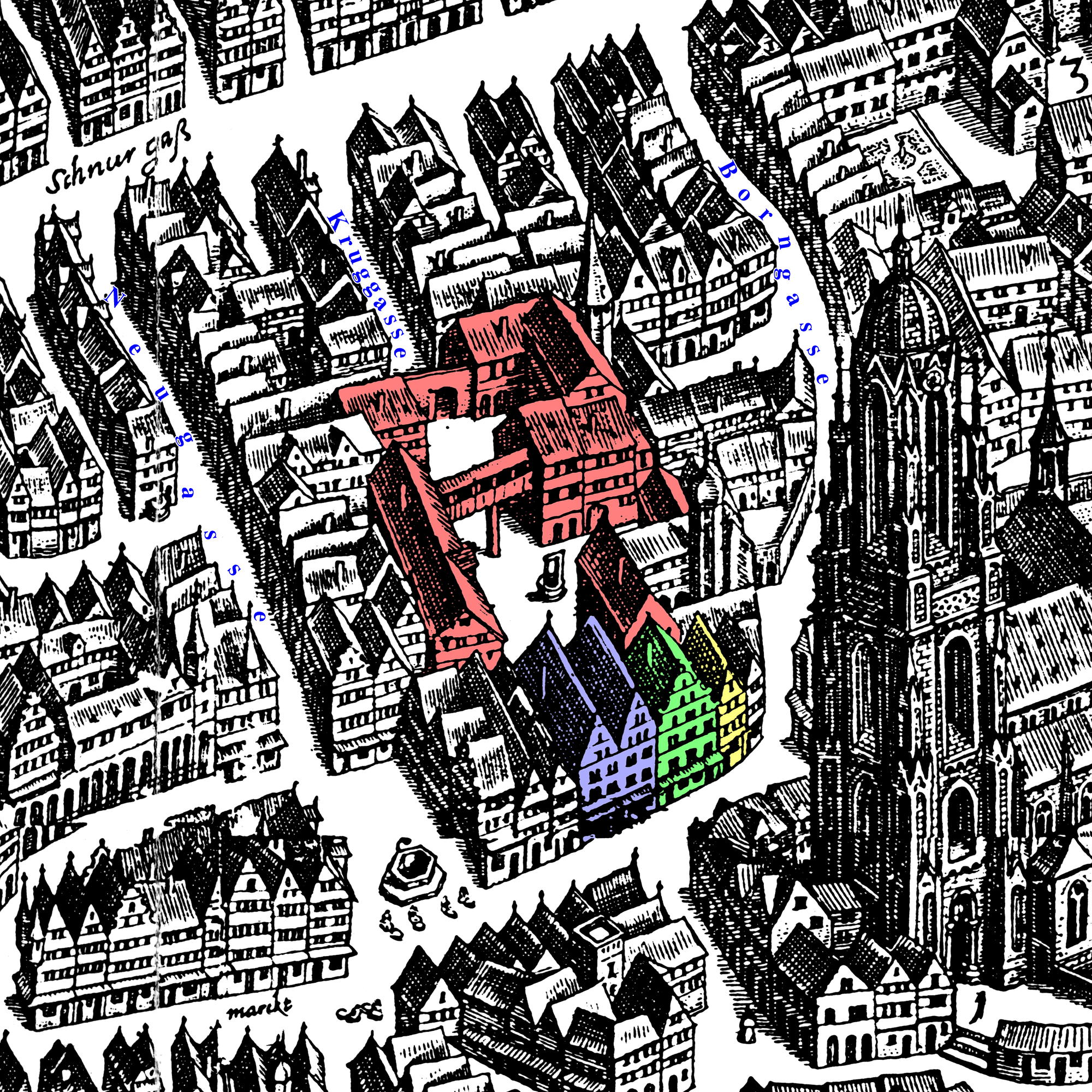
Hof Rebstock nordwestlich des Doms mit dem Verbindungsgang im Innenhof, 1628
(Ausschnitt aus dem Vogelschauplan, Kupferstich von Matthäus Merian d. Ä.)

Ebenfalls Vorstellungen der Wende des Mittelalters zur frühen Neuzeit entsprang eine Architektur im Innenhof, die einzig die Abbildung des Hofs auf dem sogenannten Vogelschauplan von Matthäus Merian d. Ä. aus dem Jahre 1628 wiedergibt. Die Häuser Im Rebstock 1 und 3 befanden sich demnach unter einem Dach, von dort verlief hinüber zum Haus Im Rebstock 6 ein geschätzt fünf Meter langer Gang. Dieser war altanartig geöffnet, mit einem Satteldach geschützt und wurde von einer Mittelsäule getragen.
Seit dem Vertrag zwischen den Ganerben 1627, der zu Umbauten geradewegs aufforderte (vgl. Geschichte) bis in die Mitte des 18. Jahrhunderts erfolgte die Barockisierung der Anlage. Das Haus Im Rebstock 1 entstand als Hauptbau am Ende dieser Epoche völlig neu. Eventuell wurde dabei ein existierendes steinernes Erdgeschoss, da ein langgezogener Bau schon auf der Abbildung von 1628 gut zu erkennen ist, nur barockisiert oder dies war schon früher geschehen, zumal seine frühbarocken Formen nicht mit dem spätbarocken oberen Aufbau zusammenpassten.
Ebenfalls im Zeitalter des Rokoko völlig neu errichtet wurden die Häuser Im Rebstock 5 und 6, die übrigen Gebäude mehr oder weniger stark umgebaut. Die über den Hof gespannte Brücke verschwand wohl spätestens um 1700, als die Ganerbschaft zerbrach und die Gebäude an einzelne Privatleute gingen, womit eine Verbindung mehrerer Bauten nicht mehr erwünscht war. Das bei Abbrüchen als Spolie angefallene Winzerdenkmal integrierte man in die Neubauten.
Die letzte, klassizistische Überformung schließlich schuf die Bauten Markt 8 und Im Rebstock 2 neu. Markt 8 ist in seinem vorigen Zustand einzig auf dem Plan von 1628 zu sehen, wo als einzige Besonderheit die Tatsache erscheint, dass es dort als ein Haus unter zwei Giebeln gezeichnet ist. Der Grund dafür ist ebenso wie die Erbauungszeit dieses Hauses, das die Passage zwischen Markt und Innenhof beinhaltete, mangels entsprechender Quellen nicht mehr zu behandeln. Damit hatte die Anlage Anfang des 19. Jahrhunderts den Zustand erlangt, in dem sie durch Abbruch 1904 und die Luftangriffe des Jahres 1944 verschwand.
Nachfolgend soll der am besten dokumentierte Zustand der Anlage im Jahre 1904 beschrieben sein, wo sie zwar vielfach überformt, aber die grundsätzliche Gestalt als Hofanlage hinter dem Markt noch nicht eingebüßt hatte. Sie bestand damals aus den Häusern Im Rebstock 1–7 und dem Haus Markt 8. Markt 6 wird unabhängig von der Zugehörigkeit noch zusätzlich behandelt, da es unzweifelhaft den ältesten Bestandsbau der Anlage darstellte.

### Baubeschreibung

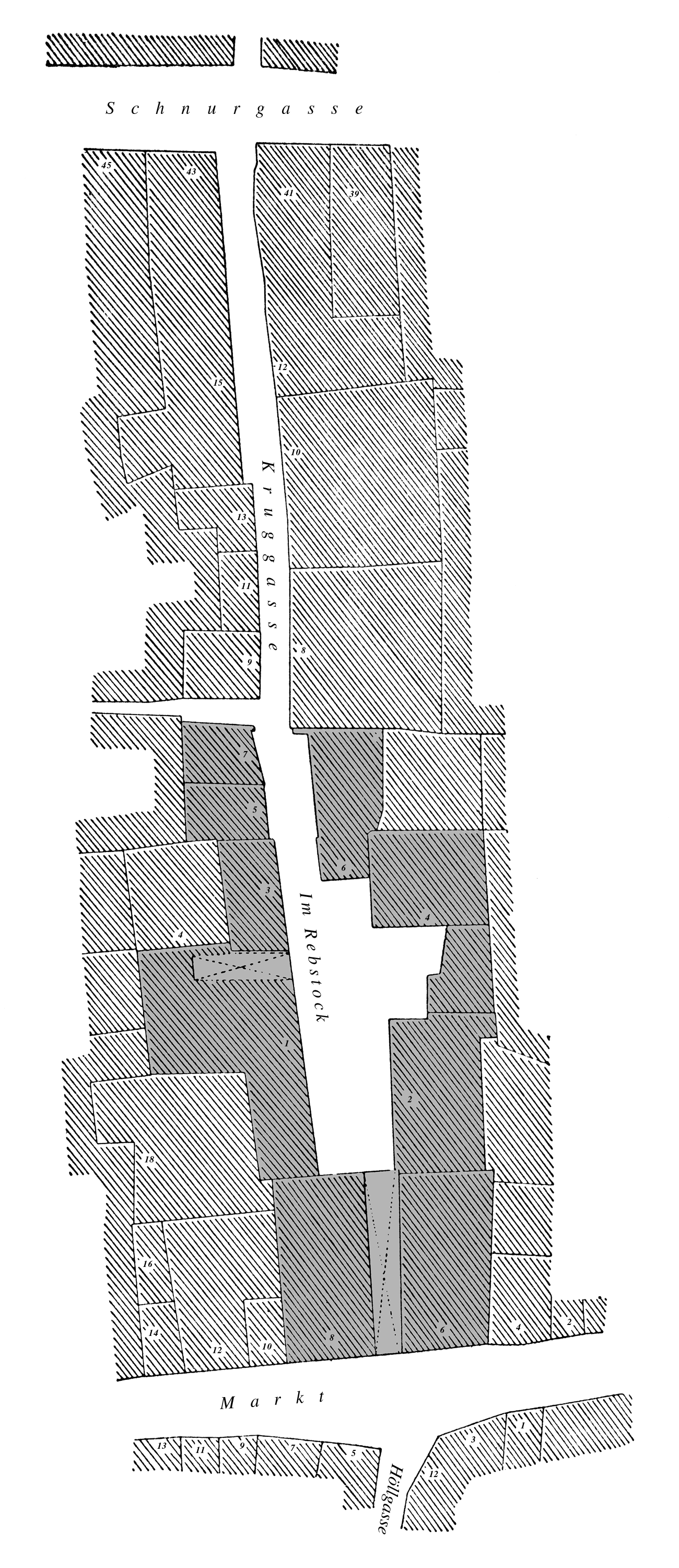
Grundriss nach dem Katasterplan, 1902
(Zeichnung von Julius Hülsen)

Die Gebäude des Hofs erstreckten sich auf einem ungefähr hochkant-rechteckigen Gebiet, das an der längsten Stelle (Abstand Nordgrenze Im Rebstock 6 und 7 und Südgrenze Markt 8) etwa 78 Meter, an der breitesten Stelle (Abstand Ostgrenze Im Rebstock 2 und Westgrenze Im Rebstock 1) rund 35 Meter maß. Die Hofbauten Im Rebstock 1–7 gruppierten sich hinter dem Haus Markt 8 um einen Innenhof, der eine dem Grundstück identische Kubatur aufwies. An der längsten Stelle (Abstand Nordgrenze Im Rebstock 6 und 7 und Nordgrenze Markt 8) bemaß er circa 55 Meter, an der breitesten (Abstand Westgrenze des südlichen Anbaus von Im Rebstock 4 und Ostgrenze Im Rebstock 3) etwa 18 Meter.

#### Markt 6

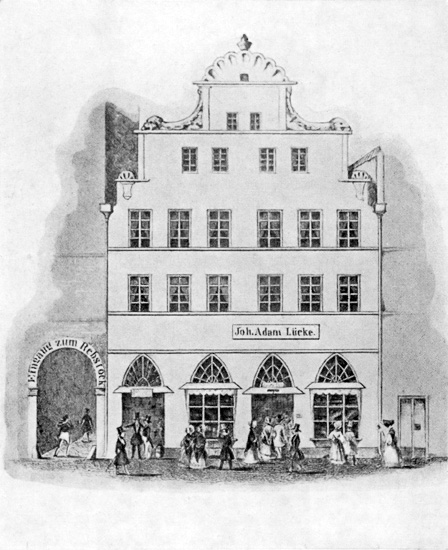
Fassade des Hauses Markt 6, vor 1877
(Aquarell von Carl Theodor Reiffenstein)

Das Haus Markt 6 war einer der wenigen reinen Steinbauten des Mittelalters oder der frühen Neuzeit, die es in der Stadt gab. Vom Typus her erschien das Gebäude, das eine der größten Parzellen am Markt belegte, entfernt mit dem Haus zum Römer vergleichbar: Über einem Erdgeschoss, das bis 1877 durch vier spitzbogige Portale zugänglich war – danach ersetzen sie historistische Ladeneinbauten, erhoben sich zwei hohe Vollgeschosse mit je sechs klassizistischen Fenstern, getrennt durch einfache, vorgelegte Gesimse.
Der darauf folgende, in drei Niveaus unregelmäßig ansteigende Staffelgiebel beherbergte nochmals drei Stockwerke mit vier, zwei und einem Fenster des gleichen Typs wie die der darunter liegenden Stockwerke. Das unterste und oberste Niveau zierte ein Ornament der späten Renaissance in Form von halben Muscheln, das oberste Niveau krönte noch eine antikisierende Vase, im mittleren Niveau entrollten sich aus Pilastern, die dem Giebel vorgeblendet waren, volutenartige Verzierungen. Architravartige Gesimse schieden auch dort die einzelnen Geschosse.
Der letzte große Umbau, der das Haus in die auf einem vor 1877 entstandenen Aquarell von Carl Theodor Reiffenstein zu sehende Form brachte, muss zwischen 1552 und 1628 erfolgt sein. Auf dem sogenannten Belagerungsplan aus ersterem Jahr erscheint es zwar schon deutlich erkennbar mit den Staffelgiebeln, jedoch ohne Schmuck. Der sogenannte Vogelschauplan von Matthäus Merian d. Ä. aus letzterem Jahr zeigt es dann exakt so, wie Reiffenstein es 350 Jahre später zeichnete. Manche Details des Hauses, so etwa der Vasenaufsatz, erscheinen stilkritisch jedoch schon fast barock, so dass der Umbau nur sehr kurz vor 1628, sicher nach 1600 anzusetzen ist.
Im Kern war das Haus, unabhängig von den 1877 verschwundenen Spitzbogenöffnungen im Erdgeschoss, sichtbar älter. Reiffenstein sah in den Obergeschossen noch die herausgeschlagenen Mittelpfosten von einst je zweimal drei Rechteckfenstern, die in Frankfurt am Main schon bei Steinernen Häusern des 15. Jahrhunderts, unter anderen dem nicht weit entfernten Steinernen Haus vorhanden sind. Vermauerte Öffnungen in der Westwand zum Torweg des Hofes sowie ein auf dem Stadtplan von Friedrich August Ravenstein von 1862 zu erkennender Innenhof mit abgeschnittenen Wänden nach Norden und Westen deutete noch die einstige Zugehörigkeit zur Hofanlage an.
Auch die Raumfassung des Erdgeschosses, das eine blaue bemalte Holzdecke mit goldenen Sternen besaß, weist noch in die Spätgotik. Ein von Johann Georg Battonn genannter Brand im Rebstock 1453, der auch „unter den Kremen“, also am Markt, große Zerstörungen anrichtete, ist der einzige verbliebene und somit zu vage Hinweis darauf, wann auf der Parzelle von Markt 6 das Haus entstand, welches 1904 abgerissen wurde.

#### Markt 8

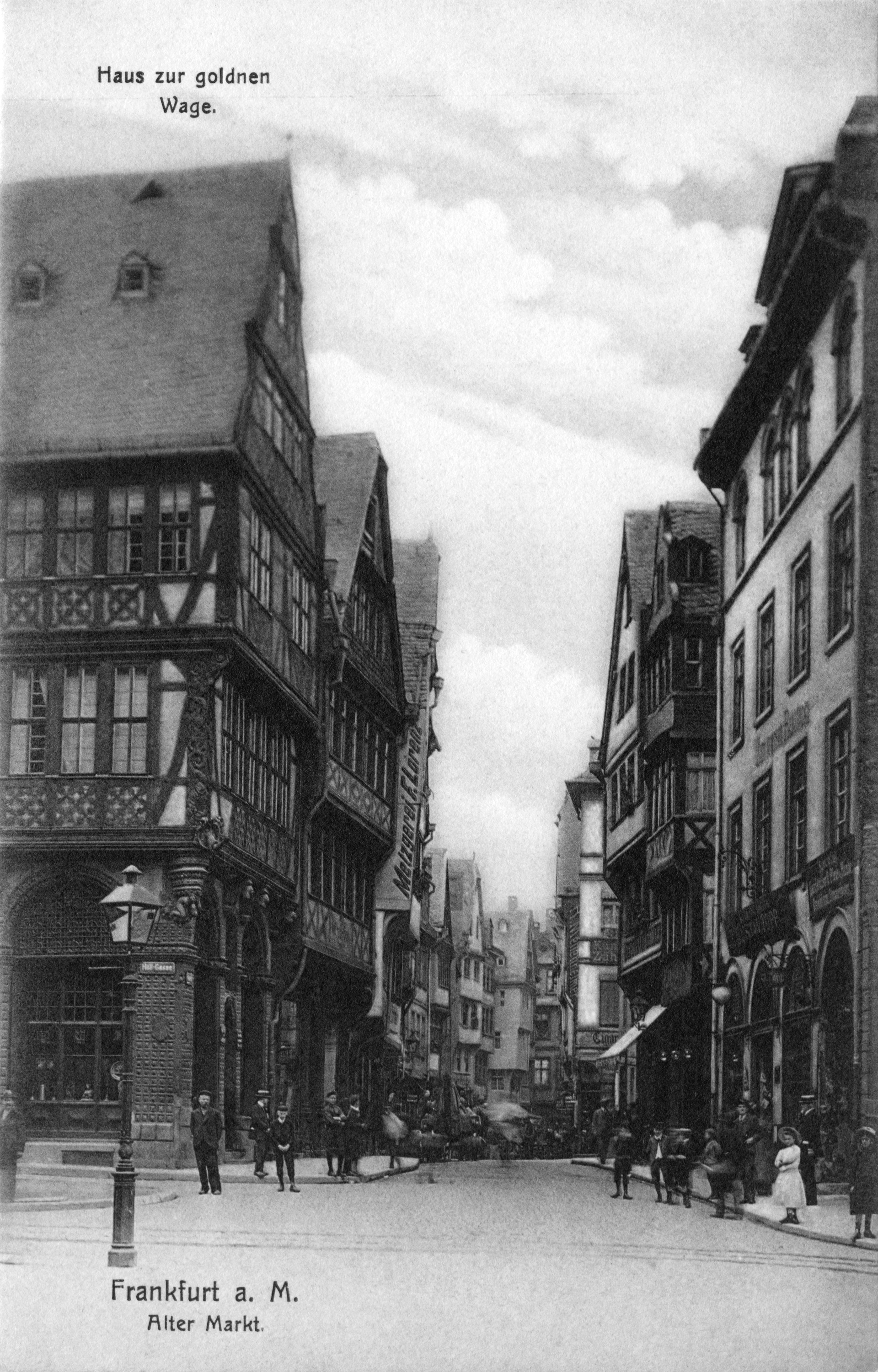
Ansicht des Markts nach Westen vom Domplatz, das erste Haus rechts ist Markt 8, um 1900
(Ansichtskarte)

Als typischer Neubau des Klassizismus, wahrscheinlich aus dem ersten Jahrfünft des 19. Jahrhunderts, war das Haus Markt 8 zu betrachten. Da es somit noch vor dem Baustatut Johann Georg Christian Hess von 1809 entstand, das den Fachwerkbau grundsätzlich verbot, ist unklar, ob es sich um eine Holzkonstruktion, einen Steinbau oder eine Mischform handelte. Vom Vorgängerbau wurde die wie beim Nachbarhaus für den Markt außerordentlich große Parzelle übernommen, die etwa zwei- bis dreimal so viel Fläche wie ein durchschnittliches Altstadthaus beanspruchte.
Vier gekuppelte Rundbögen eröffneten das Erdgeschoss. Von diesen diente der östlichste oder vom Markt aus ganz rechte als flach gedeckter Zugang zum Innenhof, der westlichste oder vom Markt aus ganz linke als Hauseingang. Darüber erhoben sich drei Vollgeschosse mit klarer Durchgliederung in vier Fensterachsen, wobei die unteren zwei auch horizontal völlig symmetrisch und mit je vier Fenstern der Erbauungszeit ausgestattet waren.

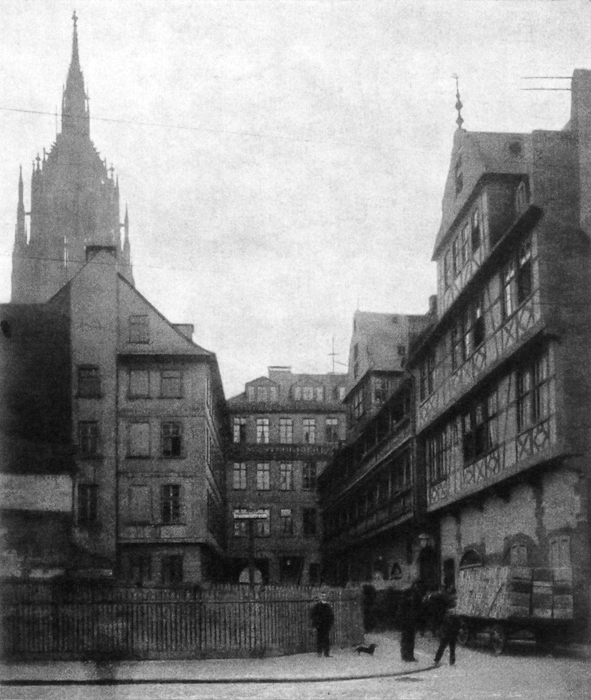
Blick in den im Zuge von Abbrucharbeiten eröffneten Innenhof mit der Hoffassade von Markt 8, links Im Rebstock 2, rechts Im Rebstock 1 und 3, 1904
(Fotografie von Carl Andreas Abt)

Das dritte Geschosse war vom darunterliegenden durch ein Gesims abgesetzt und wurde durch drei gruppierte Rundbogenfenster zentriert, rechts und links im Abstand von einer Fensterbreite flankiert von je einem weiteren Rundbogenfenster. Das traufständige, eingeschossige Satteldach verfügte über ein breites Zwerchhaus mit drei Fenstern und einem halbkreisförmigen Oberlicht, flankiert von zwei Gauben als Abschluss der vertikalen Gliederung.
Ein Zwischenbau stieß senkrecht auf die östliche Rückseite des eigentlichen Hauses am Markt. An letzteres schloss am nördlichen Ende wieder ein senkrecht dazu gestelltes und somit traufständiges Hinterhaus zum Innenhof des Rebstocks an. Haupthaus, Zwischenbau und Hinterhaus – die letzteren zwei anstatt des Satteldachs des Haupthauses unter einem gemeinsamen Walmdach – bildeten aufgrund ihrer Anordnung jedoch auch einen eigenen, fast quadratischen Innenhof vom Charakter eines Lichtschachtes. Zu diesem gewandte Zwerchhäuser, Gauben und zahlreichen Fenster beleuchteten von dort aus spärlich die Wohnungen.
Die Hoffassade des Hinterhauses, das im westlichen Teil direkt auf das Haus Im Rebstock 1 stieß, war weit schlichter gestaltet als das Haupthaus. Über dem Erdgeschoss mit der Passage zum Markt, flankiert von einem Ladenfenster und dem Hintereingang, waren die Fenster in allen Geschossen von rechteckigem Format gehalten. Nur das dritte Geschoss konnte ein volles Band von sechs Fenstern ausbilden, aufgrund der Aussparung für den anstoßenden Querbau im Hof hatten das erste und zweite Obergeschoss jeweils vier Fenster. Die Dachwohnungen wurden von drei breiten, identischen Gauben mit je drei Fenstern im Dach beleuchtet.

#### Im Rebstock 1

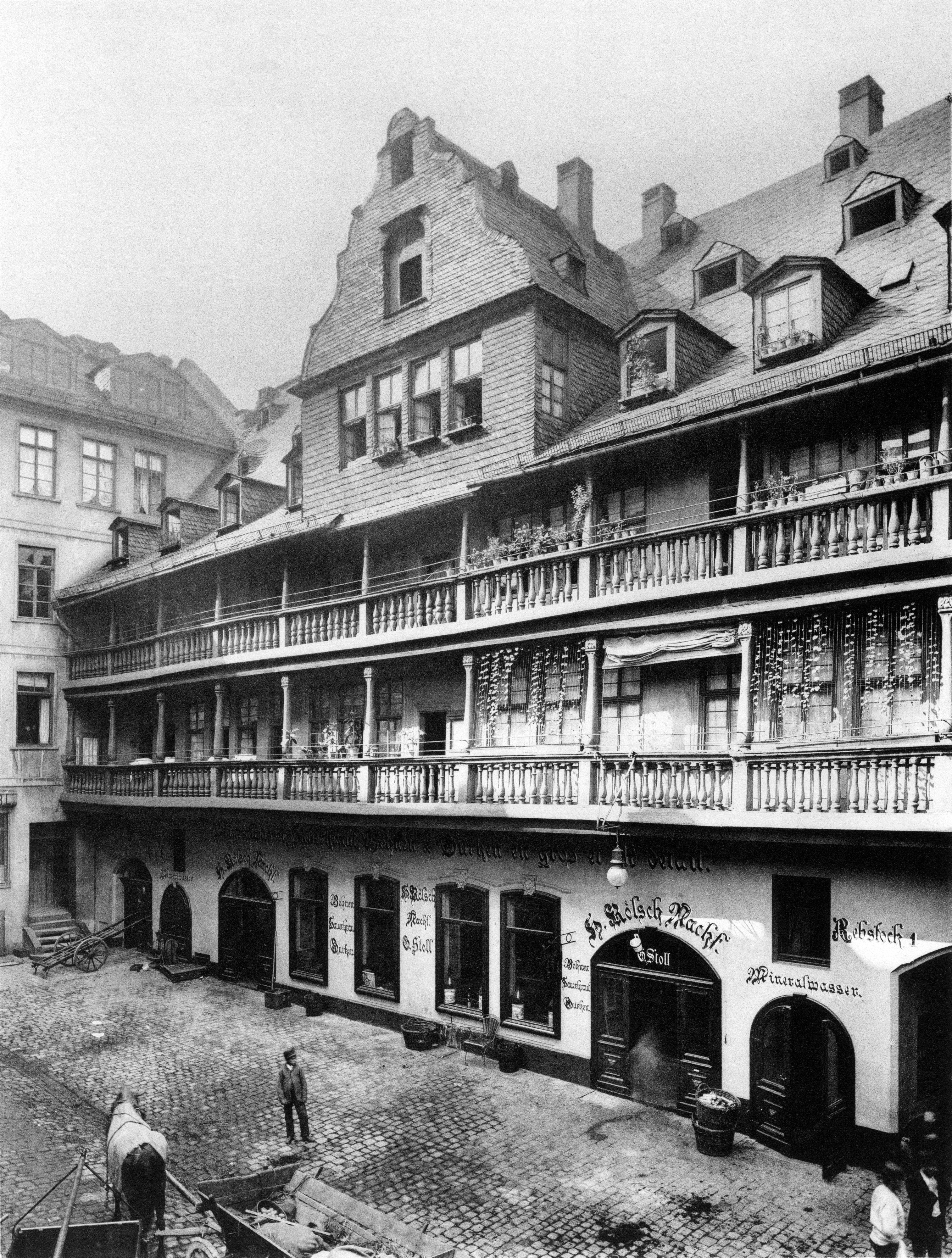
Die hofseitige Fassade des Hauses Im Rebstock 1, um 1898
(Fotografie von Carl Friedrich Fay)

Der langgezogene Hofbau Im Rebstock 1 erhob sich auf einem eigentümlichen, winkelförmigen Grundstück, das südlich auf das Haus Markt 8 und im Norden auf das Haus Im Rebstock 3 stieß. Somit besaß das Gebäude nur zwei gestaltete Seiten. Ursächlich für den ungewöhnlichen Parzellenzuschnitt war eine Aussparung im unteren linken Viertel der eigentlich rechteckigen Parzelle zugunsten des Innenhofs von Markt 12, das einen eigenständigen Hofbau mit Pultdach in Anspruch nahm. Aus der Ferne war der Übergang auch hofseitig durch den etwas höheren First der betroffenen Südseite des Daches des Hauses Im Rebstock 1 wahrzunehmen.
Unabhängig davon handelte es sich bei dem Gebäude um eines der stattlichsten und originärsten Werke der Architektur der Mitte des 18. Jahrhunderts in Frankfurt am Main. Auf einem hohen steinernen Erdgeschoss setzten zwei einfach überkragende Fachwerkgeschosse mit vorgeblendeten, zierlichen Galerien auf beiden Seiten auf, die von einem hohen Satteldach abgeschlossen wurden. Dieses zeigte hofseitig ein großes, dreigeschossiges Zwerchhaus mit rheinischem Wellengiebel.

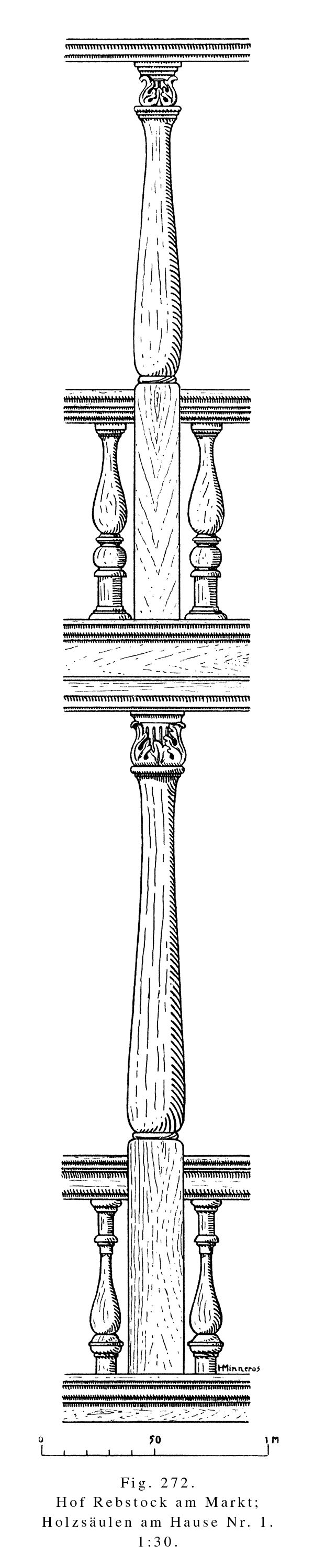
System der Holzsäulen der Galerien, 1914
(Zeichnung von Julius Hülsen)

Aufgrund seiner Größe hatte das Zwerchhaus neben vier Fenstern im unteren und je einem Fenster im mittleren und oberen Geschoss, wobei das mittlere wohl noch auf eine Aufzugsluke zurückging, wiederum eigene Gauben auf zwei Niveaus. Darunter befand sich auf Höhe des untersten Geschosses zudem noch je ein nach Norden und Süden weisendes Fenster. Ebenso wie das übrige Dach war das gesamte Zwerchhaus verschiefert und dürfte in Anbetracht der Bauzeit darunter kein originäres Schmuck- oder gar Schnitzfachwerk besessen haben. Flankiert wurde es auf dem Dach hofseitig von südlich je vier, nördlich je drei Gauben auf drei Niveaus. Auf der Seite zur Neugasse gab es nur vier größere Gauben auf dem untersten Niveau.
Das Erdgeschoss zeigte mittig insgesamt vier Fenster mit Stichbogenabschluss, die durch ein darüber in geschwungener Linie verlaufendes Gesims zu zwei Gruppen zusammengezogen waren. Das Gesims lief über jedem Fenster keilförmig gegen zierliche Rokoko-Agraffen an, die in der Mitte mit kleinen Gesichtsmasken verziert waren. Auch die übrige Gestaltung des Erdgeschosses war weitgehend spiegelsymmetrisch: die Fenstergruppe flankierte nördlich und südlich je eine dreiteilige Eingangstür mit Segmentbogendeckung und Schlussstein. Daran schlossen jeweils wieder auf beiden Seiten offenbar als Kellerabgang dienende, rundbogige Portale mit rechteckigem Oberlicht an.
Ein letztes südliches, schräg gegenüber dem Hofeingang von Markt 8 liegendes, von einem einfachen Segmentbogen gedecktes Portal bildete wahrscheinlich den Aufgang zu den Galerien der darüberliegenden Geschosse. Es hatte im Norden sein Äquivalent im Durchgang zur Neugasse. Dieser war von einer einfachen Holzdecke überdeckt, besaß nach Abbildungen jedoch mittig noch mindestens zwei gemauerte Unterzüge, auch ein älterer barocker Tragstein war noch vorhanden.

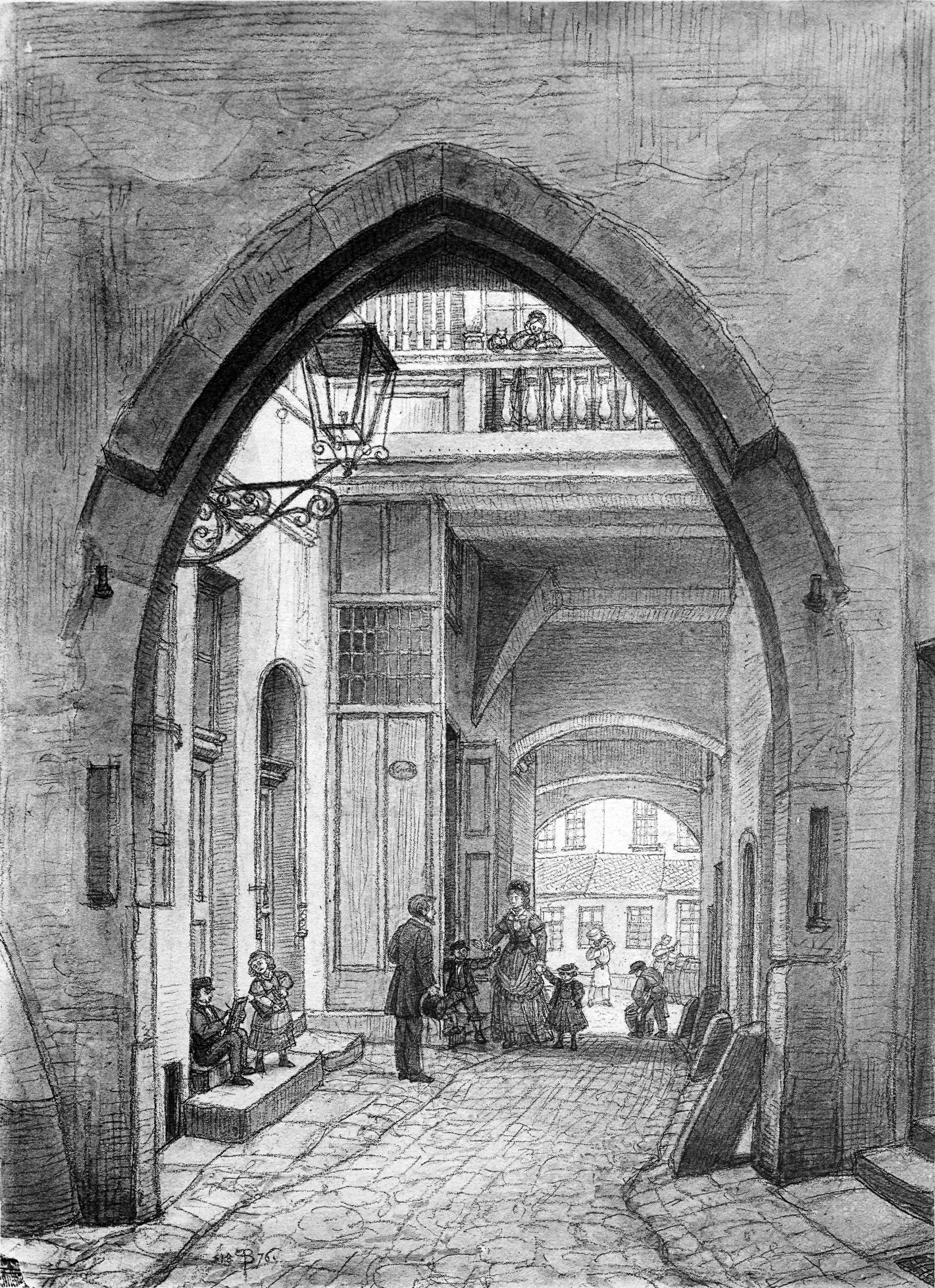
Blick nach Osten in den Durchgang unter dem Haus Im Rebstock 1 auf Höhe der Häuser Neugasse 2/6, im Vordergrund der Hauseingang von Neugasse 4, 1876
(Zeichnung von Peter Becker)

Im Westen öffnete sich die Passage zunächst zu einem kleinen Innenhof. Dort lag der Treppenaufgang zur rückwärtigen Galerie sowie direkt daneben der Eingang des eigenständigen Hauses Neugasse 4. Ein Tor mit Spitzbogen in einer hoch aufragenden Bruchsteinmauer trennte diesen Innenhof nach Westen von einem anschließenden Innenhof ab, in dem die Zugänge zu den Häusern Neugasse 2 und 6 lagen. Dieser Innenhof öffnete sich schließlich nach Westen zur Neugasse in einem mit einem Segmentbogen abgeschlossenen Tor mit einem stark zerstörten und daher nicht mehr lesbaren Ehewappen.
Die Altane in den Fachwerkobergeschossen wurden in breiten Intervallen von freistehenden, geschnitzten Holzsäulen gegliedert und nördlich und südlich je von einer Antensäule abgeschlossen. Auf der Vorderseite existierten neun dieser in den Stockwerken vertikal aufeinander gestimmten Säulen, auf der Rückseite aufgrund des engeren Parzellenschnitts nur sechs, und auch ohne Anten. Sie gliederten sich in ein glattes, quadratisches Unterteil bis etwa Brüstungshöhe, über einen Rundstab verknüpft mit einem ausgebauchten und sich nach oben verjüngenden Schaft, der in einem quadratischen, an die korinthische Ordnung angelehnten Kapitell auslief.
Die Brüstungsgeländer auf je etwa einem Drittel der Stockwerkshöhe wurden von schlanken Holzbalustern getragen. Zwischen zwei Säulen befanden sich auf der Vorderseite immer Gruppen von neun, auf der Rückseite Gruppen von nur sechs. Sie zeichneten sich besonders dadurch aus, dass sie trotz eines einheitlich wirkenden Gesamteindrucks in jeder Gruppe immer etwas anders gestaltet waren. Auf der Rückseite enthielt das nördlichste Gefach als Besonderheit statt der Baluster Staketenstäbe, die über das Geländer reichten und im ersten Obergeschoss spitz, im zweiten rundlich ausliefen.
Mit der aufwändigen Gestaltung der Galerien kontrastierte das schmucklose, zeittypisch nur noch konstruktive Fachwerk der eigentlichen Hauswände, die aber ohnehin größtenteils in Fenster aufgelöst waren. Auf der Hofseite befand sich in jedem Geschoss je eine mittige Tür, die nördlich von sechs und südlich von neun Fenstern flankiert wurde, die Einteilung auf der Rückseite lässt sich zumindest aus dem bisher publizierten Bild-, Karten- und Planmaterial nicht ermitteln.

#### Im Rebstock 2
Im Rebstock 2 war ein schlichtes frühklassizistisches Mietshaus in der Südostecke des Innenhofs auf einer hochkant-stehenden, rechteckigen Parzelle. Im Osten teilte es sich einen ungefähr trapezförmigen Innenhof mit dem aus derselben Epoche stammenden Haus Domplatz 7, mit dem es im Süden baulich verbunden war. Das steinerne Erdgeschoss besaß eine einfache Quadergliederung, die in Fachwerk errichteten Obergeschosse, die gegenüber dem Untergeschoss einmal leicht auskragten, keinerlei Schmuck. Ansonsten ist nicht einmal die Fensteranzahl und Einteilung überliefert, das höchst zweckmäßige Gebäude wurde von einem sehr flachen, eingeschossigen Walmdach mit Gauben gedeckt.

#### Im Rebstock 3

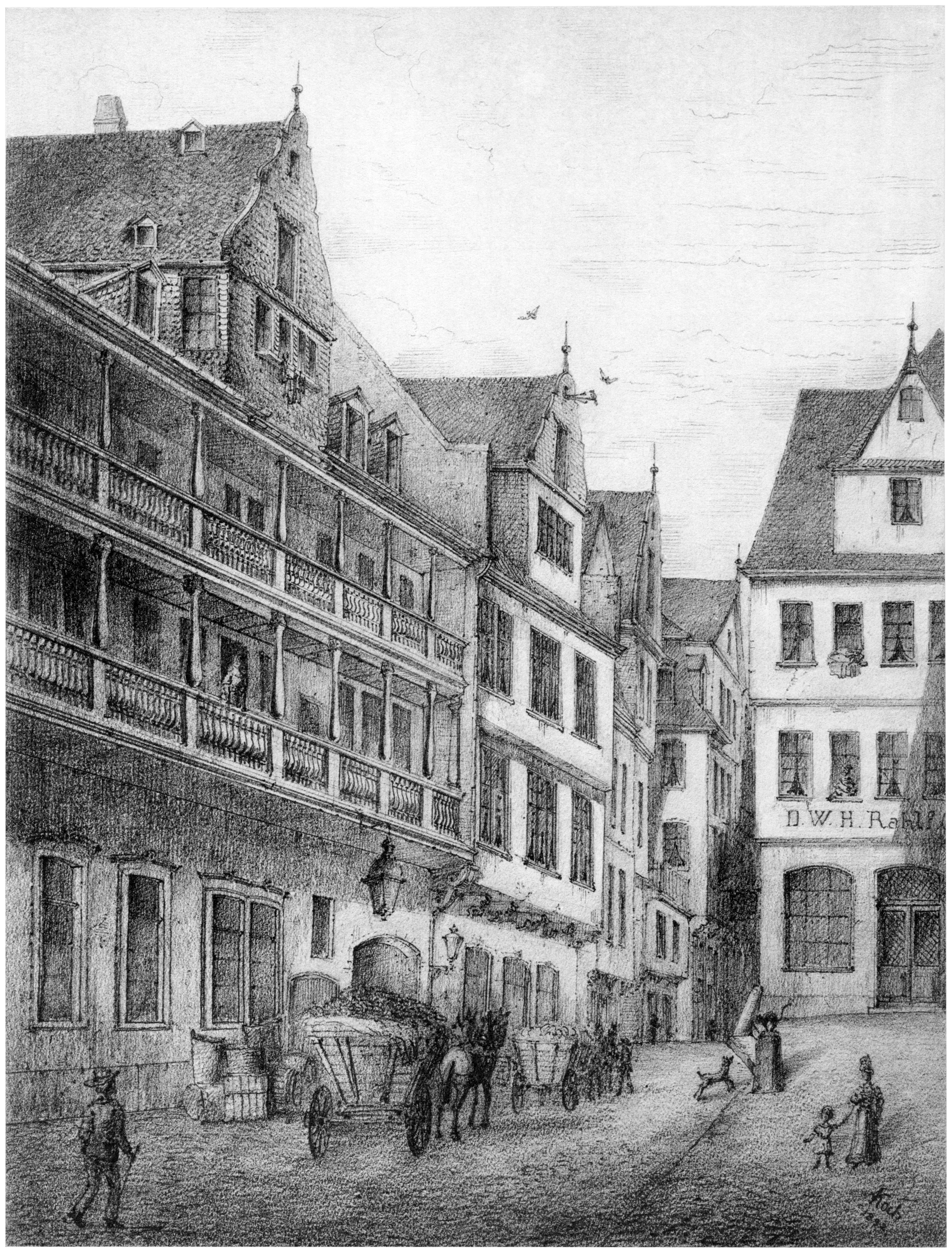
Innenhof des Rebstocks auf Höhe des Durchgangs von Markt 8 nach Norden, links Im Rebstock 1, 3, 5 und 7 und die Kruggasse, rechts Im Rebstock 4, 1892
(Zeichnung von Adolf Koch)

Ebenfalls auf einer hochkant stehenden, rechteckigen Parzelle erhob sich das Haus Im Rebstock 3 als insgesamt dreistöckiger Fachwerkbau über einem steinernen Erdgeschoss. Obgleich auf den ersten Blick ein originäres Werk des 18. Jahrhunderts, ähnlich dem Goethe-Haus, entstammte zumindest das Erdgeschoss im Kern wohl dem Anfang des 16. Jahrhunderts, die Fachwerkgeschosse dem 17. Jahrhundert und das gesamte Äußere nur einem eingreifenden Umbau zu Ende des 18. Jahrhunderts.
Typisch für diese Zeit war das Erdgeschoss, welches mittig von zwei großen, mit Segmentbögen mit Schlussstein überspannten Ladenerkern durchbrochen war, die etwas über die Hälfte seiner Höhe einnahmen. Nördlich schloss ein halb so tief reichendes, ebenso gedeckten Fenster, südlich eine gleichartig gestaltete Tür an. Über fünf sehr schlichten, ebenfalls in ausklingenden Barockformen gehaltenen Konsolen kragte das anschließende Fachwerkgeschoss ebenso wie das darüberliegende – dieses ohne Konsolen – leicht aus. Jedes Geschoss besaß mittig drei gruppierte, nördlich und südlich davon je zwei gruppierte Fenster. Das auf Bildern zu erkennende Fachwerk war ein im Historismus beliebtes, nur aufgemaltes „Fantasiefachwerk“.
Der First des hohen, zweigeschossigen Walmdachs befand sich auf annähernd gleicher Höhe wie der des südlich angrenzenden, nur durch eine Brandmauer getrennten Hauses Im Rebstock 1. Ebenso wie dieses besaß es hofseitig ein stattliches Zwerchhaus mit rheinischem, verschieferten Wellengiebel. Sein unteres Geschoss hatte vier zu einer Gruppe zusammengefasste Fenster, auf dem Dach nördlich und südlich flankiert von je zwei größeren Gauben. In das obere Geschoss war nur ein Fenster eingebrochen, das ebenso wie beim Nachbarhaus eventuell einst als Aufzugsluke diente, flankiert von je einer kleinen Schleppgaube.

#### Im Rebstock 4
Das Geburtshaus von Friedrich Stoltze stand auf einer fast quadratischen Parzelle in der Nordostecke des Hofs. Die Traufstellung erlaubt eine Datierung des ursprünglichen Gebäudes in das 17. Jahrhundert, das seine letzte Gestalt in der ersten Hälfte des 18. Jahrhunderts erhielt. Es machte zuletzt einen sehr beengten und architektonisch behelfsmäßigen Eindruck, da sowohl an seine massive Brandmauer im Westen als auch an gut ein Drittel der Breite seiner eigentlichen Front im Süden spätere Anbauten gesetzt worden waren.
Das massive Erdgeschoss hatte von Westen her drei stichbogig überdeckte Barockfenster mit Schlusssteinen und bauzeitlichen Fensterläden, der anschließende Eingang war ebenfalls noch vollständig im Zustand des 18. Jahrhunderts erhalten. Das schlichte, geschnitzte Türblatt wurde von einem Oberlicht in Form eines Rundbogens überdeckt, das aus dorischen Säulenkapitellen auf Ansatzhöhe entsprang. Mittig lief dieser auf einen vollplastischen Schlussstein mit Diamantierung und ebenfalls dorischem Kapitellaufsatz zu.
Das Fachwerkgeschoss darüber besaß sechs, ebenso wie die des darunter liegenden Stockwerks gestaltete Fenster, das traufständige, zweigeschossige Walmdach ein etwas überdimensioniert wirkendes Zwerchhaus in der Art des Hauses Im Rebstock 3. Dessen unteres Stockwerk zeigte vier zu einer Gruppe zusammengefasste Fenster, das obere ein einzelnes, lukenartiges. Dieses wurde östlich von einer kleinen Gaube flankiert, westlich schloss ein zweites Zwerchhaus an. Dieses war, wie zwei aus klassizistischer Zeit stammende Fenster verraten, im Rahmen eines späteren Dachausbaus hinzugekommen und an das mittlere Zwerchhaus angebaut.
Die altertümlich wirkende Brandmauer im Westen, die vielleicht noch einem spätmittelalterlichen Vorgängerbau entstammte, folgte in der Gestaltung ihrer Fenster, zwei je Geschoss, der Front. In der Dachzone bestärkte die Tatsache, dass das Haus Im Rebstock 6 sichtbar vor das untere der zwei kleinen, rechteckigen Dachfenster gestellt war, den Eindruck späterer Anbauten.

#### Im Rebstock 5

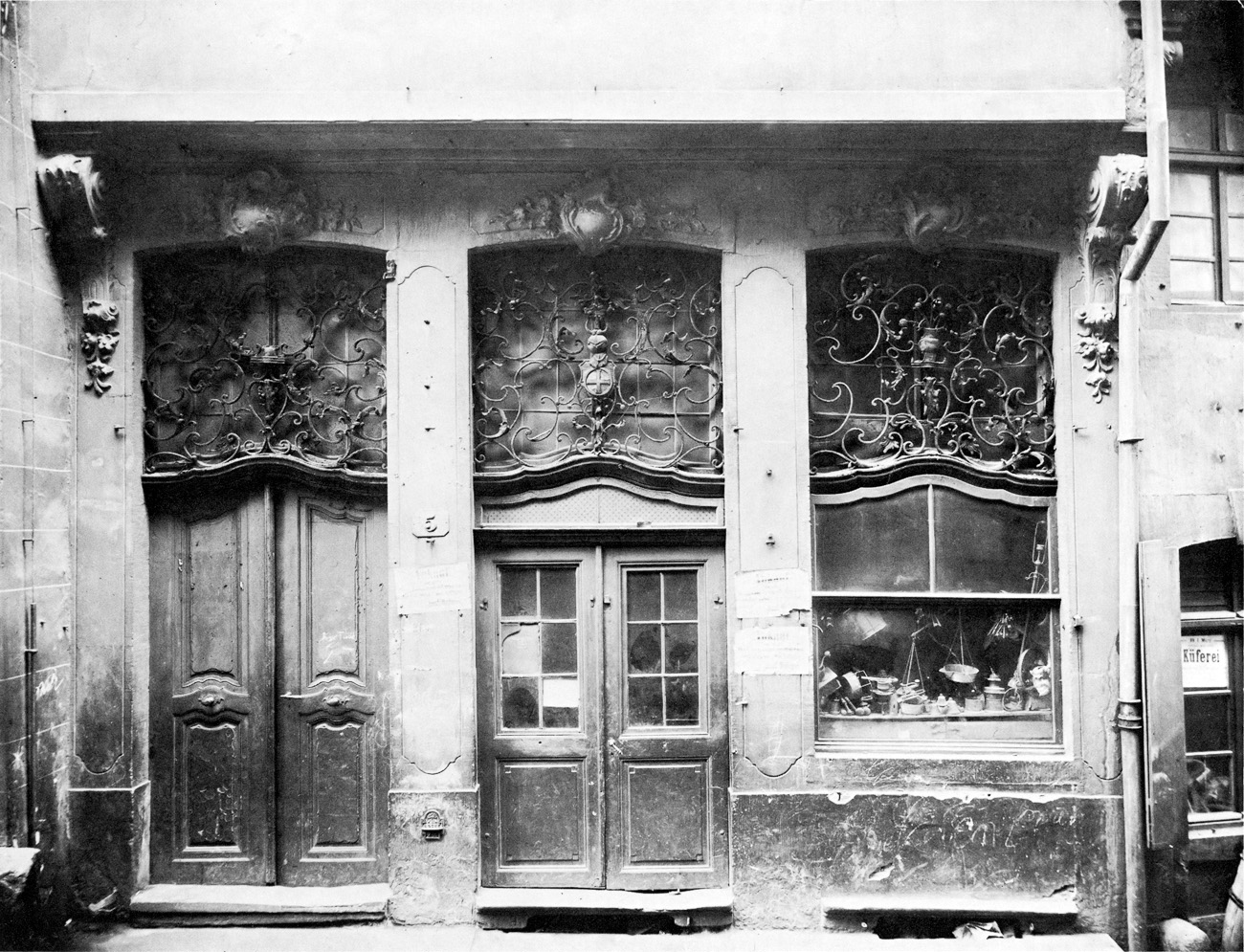
Erdgeschoss des Hauses Im Rebstock 5, 1904
(Fotografie von B. Ebert)

An das Haus Im Rebstock 3 schloss ein in seiner rechteckigen, sehr tiefen Parzelle typischer Vertreter eines Frankfurter Bürgerhauses an. Seine reiche Ausbildung des steinernen Erdgeschosses im Stil des Rokoko erlaubt eine Datierung in die Zeit um 1760. Für einen Neubau dieser Zeit und gegen den Umbau bestehender Substanz sprechen die nur einfache Überkragung der zwei Obergeschosse sowie des traufständigen Satteldachs mit einem einfachen Zwerchhaus.

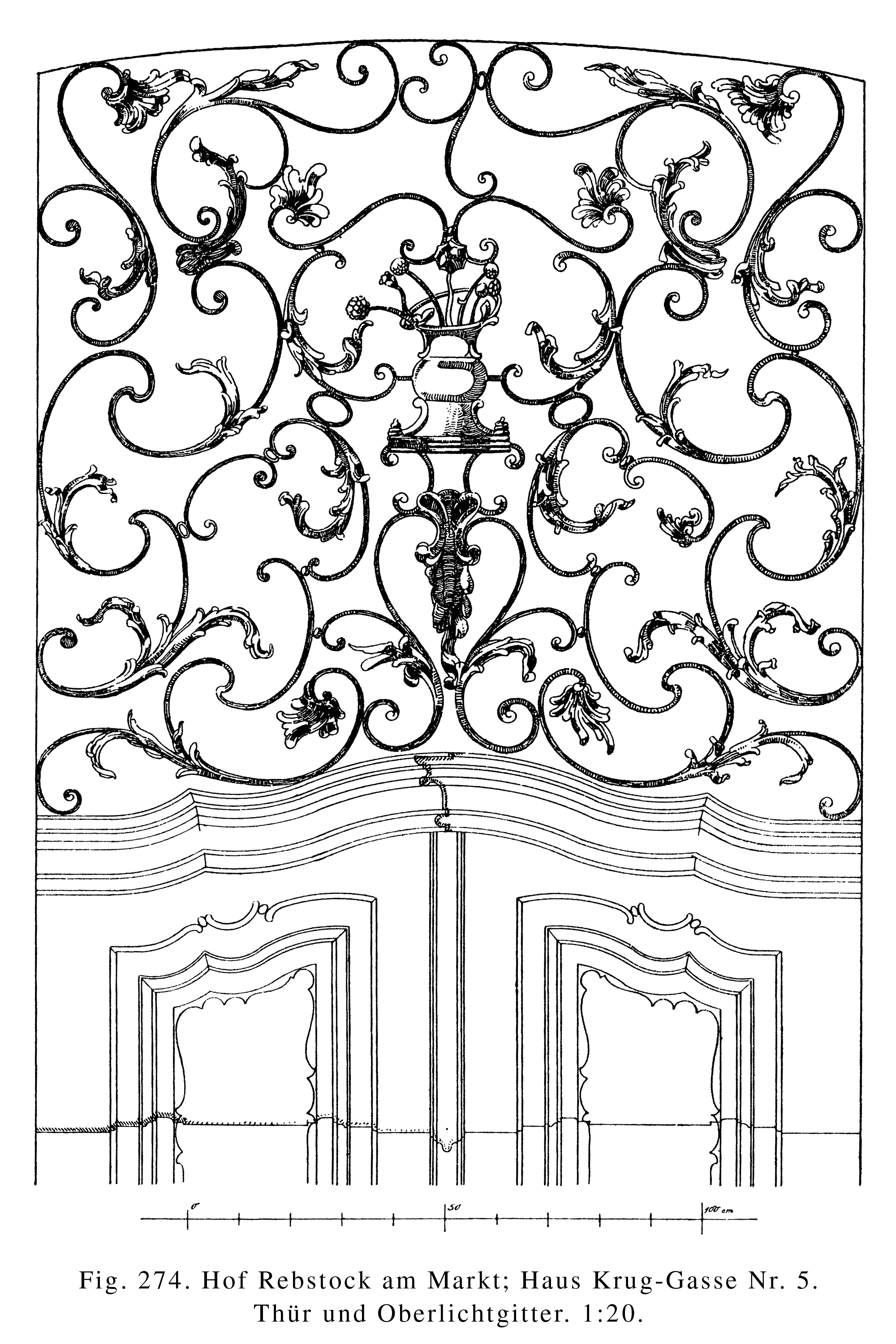
Südliche Tür mit Oberlichtgitter, 1914
(Zeichnung von Julius Hülsen)

In das dreiachsig aufgebaute, hohe Erdgeschoss waren südlich und mittig zwei identische, mit Stichbögen überdeckte Türen eingebrochen, von denen zuletzt noch eine aus der Bauzeit erhalten war. Die östliche Achse füllte ein nahezu gleichartig behandeltes Fenster, das abweichend einzig nicht bis zum Boden reichte. Nach oben reichten die Durchbrüche dagegen einheitlich bis kurz unter den Überhang. Am nördlichen und südlichen Ende des Hauses wurde dieser von einem ebenfalls spätbarocken, größeren Tragstein gestützt. Den Raum darunter sowie die Pfeiler zwischen den Durchbrüchen zierte eine typische Wandfüllung der Zeit, die von einer schlichten, in den Stein eingehauenen Linie beschrieben wurde. Auch der Sturz der Durchbrüche war mit Rocaille-Agraffen in jeweils abwechselnden Varianten auf das Reichste ausgestaltet.
Zu den besten Kunstschlosserarbeiten des 18. Jahrhunderts in Frankfurt am Main gezählt wurden die Oberlichtgitter, die jenseits der sehr bewegten und profilierten Querhölzer der Türen und des Fensters anschlossen. Stilisierte und filigran ausgearbeitete Rocaillen umspielten jeweils ein zentrales Motiv. Das mittlere beschrieb vermutlich ein – jedoch schon Anfang des 20. Jahrhunderts nicht mehr zuordenbares – Wappen. Dieses zeigte ein Kreuz auf rundem Felde, darüber einen Helm mit einem Baum als Kleinod. Beim linken und rechten Gitter war das Motiv eine antikisierende Blumenvase.
Die genaue Fenstereinteilung der Obergeschosse und des Daches lässt sich zumindest aus dem bisher publizierten Bild-, Karten- und Planmaterial nicht mit absoluter Genauigkeit ermitteln. Vermutlich verfügte das Haus über drei Fenster pro Geschoss, das offenbar auch zweigeschossige Zwerchhaus hatte im Gegensatz zu den hochbarocken Vertretern der direkten Nachbarschaft nur einen einfachen giebelförmigen Umriss.
Neben dem Winzerdenkmal ist das 1904 abgebrochene Haus der einzige Bau des Rebstocks, von dem Teile bis in die Gegenwart überdauert haben. Die barocke Tür kam an einen Privatmann aus Grebenhain, der sie in seinem Landhaus verbaute, nahezu der gesamte Rest an das Historische Museum der Stadt. Davon sind heute noch zwei der Stürze mit Rocaille-Agraffen sowie ein leicht beschädigtes Oberlichtgitter erhalten.

#### Im Rebstock 6

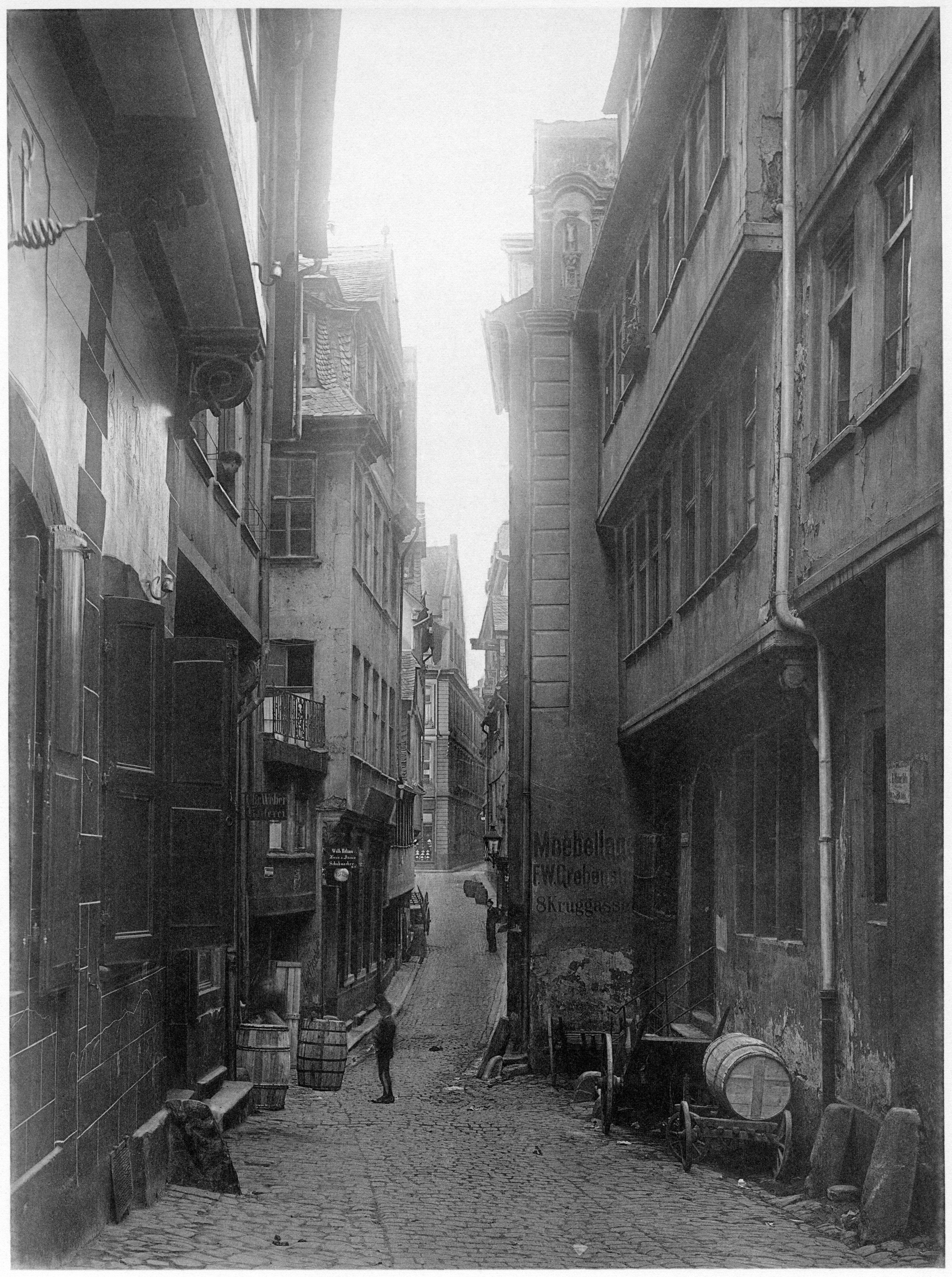
Blick in die Kruggasse nach Norden auf Höhe der Häuser Im Rebstock 3/4, gut erkennbar das Winzerdenkmal an der Brandwand von Kruggasse 8 sowie der beidseitige Geländeabfall zur Braubach, rechts Im Rebstock 6, 1901
(Fotografie von Carl Friedrich Fay)

Ähnlich wie beim Haus Im Rebstock 2 ist die Überlieferung beim Haus Im Rebstock 6 äußerst dürftig. Das über einem hohen steinernen Erdgeschoss zweimal vorkragende Fachwerkhaus mit traufständigem Satteldach und Zwerchhaus befand sich auf einer hochkant-stehenden, rechteckigen Parzelle von jedoch nur geringer Tiefe in der Nordostecke des Innenhofs. Im Norden stieß es an eine leicht vorspringende, barock gestaltete Brandmauer an, an deren oberem Abschluss das sogenannte Winzerdenkmal eingemauert war.
Aus dem einzigen bisher publizierten Foto, auf dem das Gebäude jedoch in einem denkbar ungünstigen Winkel, wenn auch bis zumindest zur Traufe abgebildet ist, lässt sich ableiten, dass es im Kern wohl in die Übergangsphase von Spätgotik und Renaissance des 16. Jahrhunderts gehörte, seine letzte äußere Gestalt jedoch im 18. und frühen 19. Jahrhundert erhielt. Als Element der Spätgotik trat die noch relativ ausgeprägte Überkragung in Erscheinung, als neuzeitlichen Einfluss konnte man die vielleicht in barocker Zeit erneuerten Kragsteine unter dem ersten Obergeschoss, der von einem Rundbogen überdeckte Hauseingang sowie die in bänderartigen Gruppen zusammengefassten Fenster der Obergeschosse zu verstehen, die jedoch weitgehend klassizistisch erneuert waren.
Zum bereits genannten Hauseingang des Erdgeschosses führte eine relativ hohe Treppe mit einfachem Gitter, hauptsächlich bedingt durch den starken Geländeabfall entlang der Längsseite der Parzelle, da ungefähr an ihrer Nordseite die tiefste Stelle der Kruggasse mit später belegtem ehemaligen ältesten Stadtmauerverlauf sowie die Braubach lag. Das scheinbar schmucklose Portal wurde vom davorstehenden Betrachter aus rechts oder im Süden von einem großen, dreiteiligen Fenster Steinfenster im Stil der Renaissance, auf der anderen Seite von einem einfachen, eher mit barocker Vergitterung versehenen Rechteckfenster flankiert.
Die Obergeschosse waren weitgehend in Fenster aufgelöst, wobei jeweils auch dort zweimal vier im Stil der frühen Neuzeit zu Gruppen zusammengefasst worden waren. Über etwaige Gauben oder die Dachgestaltung lässt sich mangels Bildmaterial dagegen keine Aussage treffen, das zweigeschossige Zwerchhaus mit einfacher Giebelbekrönung scheint zumindest im unteren Teil zwei mittige Fenster besessen zu haben.

#### Im Rebstock 7

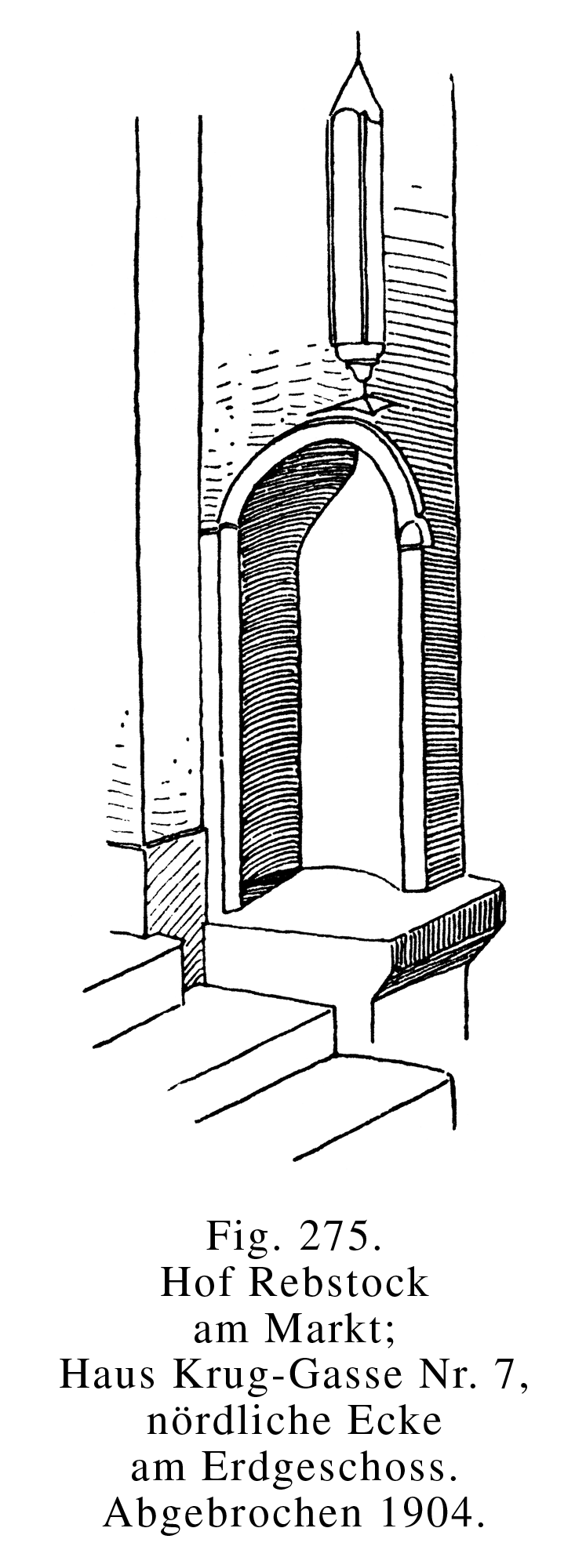
Nördliche Ecke am Erdgeschoss des Hauses Im Rebstock 7, 1914
(Zeichnung von Julius Hülsen)

Das Haus Im Rebstock 7 stand auf einer nahezu quadratischen Parzelle, deren Ostseite im vertikalen Verlauf jedoch nach Westen abknickte. Trotz der auch dort sehr schlechten Quellenlage lässt sich zumindest mit Sicherheit sagen, dass es sich ähnlich dem südlichen Nachbarn wohl um ein dreigeschossiges, zweimal überkragendes Gebäude mit zur Traufe gestelltem Satteldach und Zwerchhaus handelte.
Dagegen lassen sich weder über das Alter noch die Materialität genaue Aussagen machen. Das einzige stilistische Detail, ein barocker Kragstein, deutet jedoch auf eine Fassade des 18. Jahrhunderts vor einem im Kern wohl älteren Gebäude, bei der sich über einem hohen steinernen Stock ein Fachwerkaufbau von wenigstens drei, wahrscheinlich aber vier vertikalen Achsen erhob. Eine Besonderheit und den wichtigsten Hinweis auf ein höheres Alter stellte ein Architekturfragment in der nordöstlichen Ecke des Erdgeschosses dar, das stilkritisch noch der Mitte des 16. Jahrhunderts angehörte und wohl Rest eines ehemaligen Hoftores an dieser Stelle war.
Ebenfalls als ungewöhnlich muss die gegenüber dem darunter liegenden ersten nochmals sehr starke Ausladung des zweiten Obergeschosses betrachtet werden. Das Zwerchhaus auf dem darüber befindlichen Dach folgte in seinem wellenförmigen Umriss in etwa dem von Im Rebstock 3 und war offenbar zweigeschossig.

### Das Winzerdenkmal

#### Beschreibung und Datierung

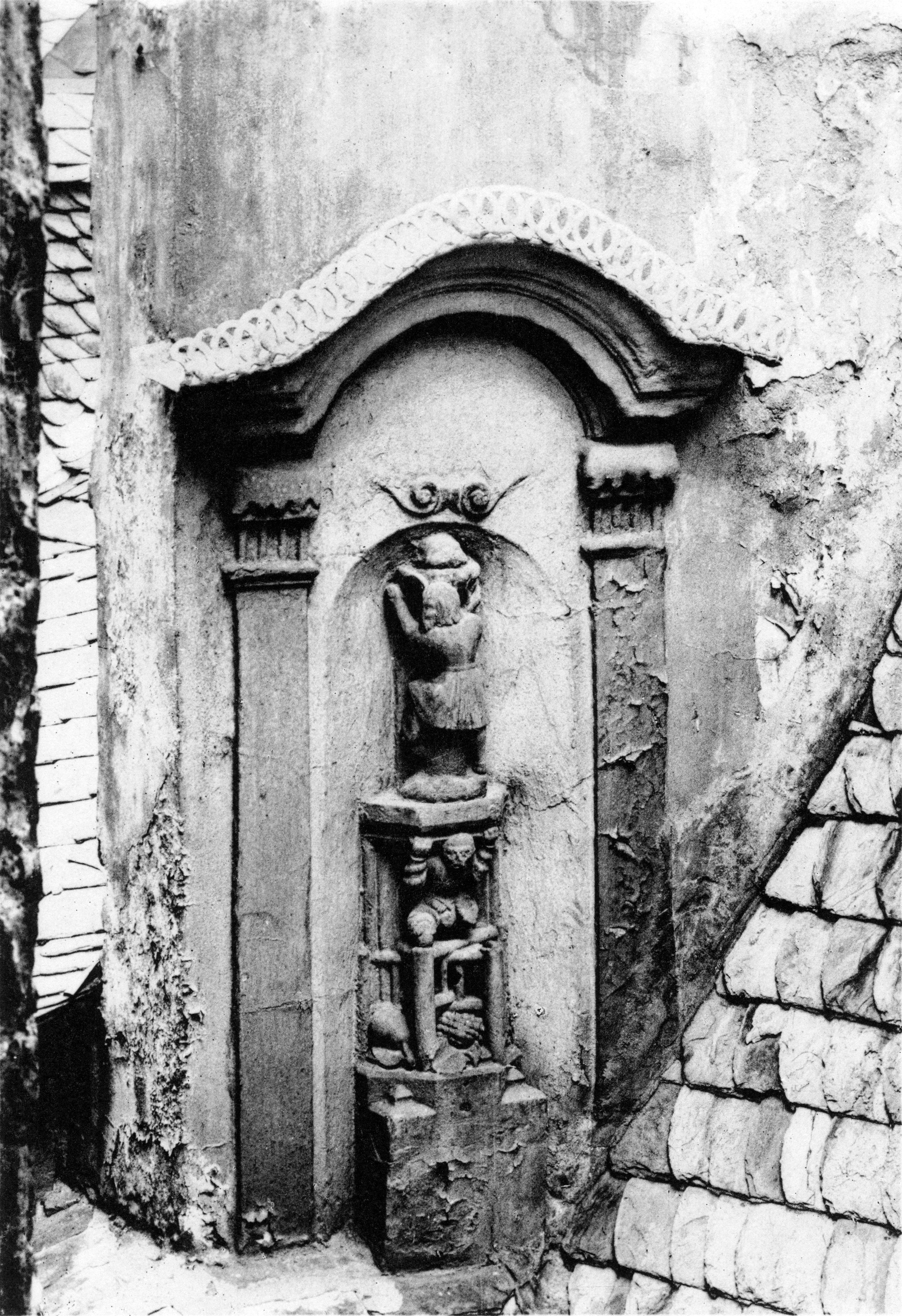
Das Winzerdenkmal an der Brandmauer zwischen Im Rebstock 6 / Kruggasse 8, um 1897
(Fotografie von Carl Friedrich Fay)

Unter dem Winzerdenkmal versteht man eine ursprünglich insgesamt dreiteilige Sammlung von Gotik- und Renaissance-Plastiken aus rotem Mainsandstein unter einem barocken Baldachin. Diese Gruppe befand sich, nach Süden hin ausgerichtet, an der weit vorspringenden Brandwand zwischen den Häusern Im Rebstock 6 und Kruggasse 8 eingemauert. Der jüngere Baldachin gegenüber der älteren Plastik muss dabei als deutliches Indiz für eine Translokation und Zweitverwendung im 18. Jahrhundert gelten. Das Denkmal gelangte 1906 nach dem Abbruch der betreffenden Gebäude in das Historische Museum der Stadt, wo, wie erst 2008 bekannt wurde, zwei Teile bis heute überdauert haben.
Von der Kubatur her ist das größte und unterste Stück am besten als von pfeilerartiger Grundstruktur zu charakterisieren. Dieses Teil ist ungefähr 70 cm hoch, 35 cm breit und 25 cm tief und gliedert sich in zwei Teile. Der untere erhebt sich zunächst auf quadratischem Grundriss und geht an der Front über einen getreppten Gesimszwickel in das Achteck über, von dem allerdings nur fünf Achtel ausgebildet sind. In den vorderen drei Achteln befinden sich Blend-Schlüsselscharten. Aus der achteckigen Grundfläche, auf der eine Birne, eine Traube und ein Apfel liegend dargestellt sind, erhebt sich ein stuhlartiges Gestell, auf dem eine Mannsfigur kauert, deren emporgestreckte Arme das Auflager einer Konsole tragen.
Auf dieser steht das mittlere Teil des Denkmals, das insgesamt circa 47 cm hoch, 15 cm breit und 18 cm tief ist. Es zeigt einen an einem stammartigen Gebilde hinaufkletternden, mit einem langen Kittel bekleideten Mann. Das Stück ist in seiner Grundfläche in etwa halbkreisförmig, der untere Abschluss weist ein sauber gearbeitetes Lager auf, der obere dagegen eine etwa 5 cm breite und rund 20 cm tiefe Aushöhlung mit Spuren einer ursprünglichen Ausklinkung.
Auf dem mittleren Stück lag noch ein loser Steinbrocken, der von einem Renaissance-Akanthusornament abgeschlagen worden war. Dieses Stück ist nach der Dokumentation 2008 mittlerweile, wohl durch die Einwirkungen des Zweiten Weltkrieges, ebenso verloren wie die Bildnische, unter der sich die genannten drei Teile befanden. Sie war aus einem spätbarocken Bogengesims in Form eines halbrunden Baldachins gebildet, der von zwei seitlich flankierenden, schmalen Pilastern getragen wurde.
Die Datierung der zwei größeren Teile wird in der älteren wie jüngeren Literatur übereinstimmend zumindest in das 15. Jahrhundert gesetzt, teils wurde auch versucht, das größere dieser noch dem 14. Jahrhundert zuzuordnen. Das kleinste Stück wird, obwohl in der Literatur nie datiert, wohl der zweiten Hälfte des 16. oder der ersten Hälfte des 17. Jahrhunderts angehört haben. Wieder übereinstimmend ist dagegen die Datierung der Nische oder des Baldachins in den Spätbarock oder die zweite Hälfte des 18. Jahrhunderts.

#### Deutung
Aus der Datierung ergibt sich objektiv, dass es sich beim Winzerdenkmal um eine Art Spoliensammlung von Teilen unterschiedlicher Provenienz handelte. Die Verwendung von Spolien bei Neubauprojekten übte seit dem Mittelalter die Funktion einer Erinnerung und zugleich Würdigung von Bautradition aus, was im konkreten Fall durch die überhöhte sowie schreinartige Einbettung der Objekte in selten offensichtlicher Weise geschah.
Jene hohe Position, die seit dem 18. Jahrhundert von der Straße für den Großteil der Bevölkerung keine Einzelheiten erkennen ließ, hatte im Laufe der Jahre mit Sicherheit zu einer gewissen Sagenbildung um die tatsächliche Bedeutung geführt (vgl. Geschichte). Dass es sich bei dem Objekt, wie von Carl Theodor Reiffenstein erklärt, um ein „Wahrzeichen“ des alten Frankfurt handelte, muss dagegen angezweifelt werden, da sich keine sekundären Nennungen in der nachfolgenden Frankfurter Literatur des 19. und 20. Jahrhunderts finden lassen.
Die seriöseste Deutung, die von älteren Beschreibungen übereinstimmend gestützt wird, ist die, dass es sich bei dem größeren Stück um den Teil einer Erkerarchitektur am nahe an der Brandwand zu denkenden nördlichen Tor der Hofanlage handelte. Die Blend-Schlüsselscharten in dessen unteren Bereich, den man sich, folgt man dieser Annahme weiter, über dem Spitzbogen des einstigen Portals vorzustellen hat, sind ein klarer ikonografischer Hinweis darauf. Bei dem Gestell mit der Mannsfigur über Früchten handelt es sich wohl um die Darstellung des Weinpressens.
Dagegen lässt das kleinere Stück kaum eine Interpretation zu, die über die Darstellung eines Mannes, der einen Baum hinaufsteigt, hinausgeht. Versuche, den Baum als Weinstock einzuordnen, müssen aufgrund der Undeutlichkeit der Darstellung ebenso als Spekulation abgetan werden wie solche, das Stück als stilistisch wohl ältestes Teil des Denkmals einer frühen Brunnenarchitektur zuzuschreiben. Als Argumente sind vor allem die weit deutlicheren Darstellungen von Weinstöcken in vergleichbarer mittelalterlicher Plastik sowie die völlig fehlende ikonografische Verwandtschaft mit dem Brunnen des 18. Jahrhunderts im Hof anzuführen.

## Archivalien und Literatur

### Archivalien

#### Historisches Museum Frankfurt
- Skizzenbücher der Gebrüder Treuner.

#### Institut für Stadtgeschichte
- Bestand Glauburg Urkunden, Signatur 10.
- Bestand Hausurkunden, Signaturen 1.398 und 2.194.
- Bestand Holzhausen Urkunden, Signaturen 179 und 1.181.

#### Hauptwerke
- Johann Georg Battonn: Oertliche Beschreibung der Stadt Frankfurt am Main – Band III. Verein für Geschichte und Alterthumskunde zu Frankfurt am Main, Frankfurt am Main 1864, S. 143–146, 178 u. 179 (online).
- Rudolf Jung, Julius Hülsen: Die Baudenkmäler in Frankfurt am Main – Band 3, Privatbauten. Selbstverlag/Keller, Frankfurt am Main 1902–1914, S. 383–395.
- Walter Sage: Das Bürgerhaus in Frankfurt a. M. bis zum Ende des Dreißigjährigen Krieges. Wasmuth, Tübingen 1959 (Das Deutsche Bürgerhaus 2), S. 31, 32 u. 51.

#### Verwendete, weiterführende Werke
- Hartwig Beseler, Niels Gutschow: Kriegsschicksale Deutscher Architektur. Verluste – Schäden – Wiederaufbau. Eine Dokumentation für das Gebiet der Bundesrepublik Deutschland. Band I: Nord. Panorama Verlag, Wiesbaden 2000, ISBN 3-926642-22-X.
- Hartwig Beseler, Niels Gutschow: Kriegsschicksale Deutscher Architektur. Verluste – Schäden – Wiederaufbau. Eine Dokumentation für das Gebiet der Bundesrepublik Deutschland. Band II: Süd. Panorama Verlag, Wiesbaden 2000, ISBN 3-926642-22-X.
- Johann Friedrich Böhmer, Friedrich Lau: Urkundenbuch der Reichsstadt Frankfurt. Erster Band 794–1314. J. Baer & Co, Frankfurt am Main 1901.
- Johann Friedrich Böhmer, Friedrich Lau: Urkundenbuch der Reichsstadt Frankfurt. Zweiter Band 1314–1340. J. Baer & Co, Frankfurt am Main 1905.
- Carl Friedrich Fay, Carl Friedrich Mylius, Franz Rittweger, Fritz Rupp: Bilder aus dem alten Frankfurt am Main. Nach der Natur. Verlag von Carl Friedrich Fay, Frankfurt am Main 1896–1911.
- Folkhard Cremer (Bearb.): Handbuch der deutschen Kunstdenkmäler. Hessen II. Regierungsbezirk Darmstadt. Deutscher Kunstverlag, München 2008, ISBN 978-3-422-03117-3.
- Alexander Dietz: Frankfurter Handelsgeschichte – Band I. Herman Minjon Verlag, Frankfurt am Main 1910.
- Dietrich-Wilhelm Dreysse, Volkmar Hepp, Björn Wissenbach, Peter Bierling: Planung Bereich Dom – Römer. Dokumentation Altstadt. Stadtplanungsamt der Stadt Frankfurt am Main, Frankfurt am Main 2006 (online; PDF; 14,8 MB).
- Dietrich-Wilhelm Dreysse, Björn Wissenbach: Planung Bereich Dom – Römer. Spolien der Altstadt 1. Dokumentation der im Historischen Museum lagernden Originalbauteile Frankfurter Bürgerhäuser. Stadtplanungsamt, Frankfurt am Main 2008 (online (Memento vom 21. Februar 2014 im Internet Archive)).
- Richard Froning: Frankfurter Chroniken und annalistische Aufzeichnungen des Mittelalters. Verlag Carl Jügel, Frankfurt am Main 1884.
- Fried Lübbecke, Paul Wolff: Alt-Frankfurt. Vierundvierzig Bilder nach Aufnahmen von Paul Wolff. Text von Fried Lübbecke. Dritte Folge. Verlag Englert & Schlosser, Frankfurt am Main 1926.
- Karl Nahrgang: Die Frankfurter Altstadt. Eine historisch-geographische Studie. Verlag Waldemar Kramer, Frankfurt am Main 1949.
- Elsbet Orth: Frankfurt am Main im Früh- und Hochmittelalter. In: Frankfurter Historische Kommission (Hrsg.): Frankfurt am Main – Die Geschichte der Stadt in neun Beiträgen. (= Veröffentlichungen der Frankfurter Historischen Kommission. Band XVII). Jan Thorbecke, Sigmaringen 1991, ISBN 3-7995-4158-6.
- Carl Theodor Reiffenstein: Die Wahrzeichen von Frankfurt a.M. In: Archiv für Frankfurts Geschichte und Kunst. Neue Folge, Erster Band, Selbst-Verlag des Vereins für Geschichte und Alterthumskunde zu Frankfurt am Main in Commission bei Heinrich Keller, Frankfurt am Main 1860, S. 288–291.
- Carl Theodor Reiffenstein: Verzeichnis der Häusernamen in Frankfurt und Sachsenhausen. In: Archiv für Frankfurts Geschichte und Kunst. Neue Folge, Erster Band, Selbst-Verlag des Vereins für Geschichte und Alterthumskunde zu Frankfurt am Main in Commission bei Heinrich Keller, Frankfurt am Main 1860, S. 354–385.
- Magnus Wintergerst: Franconofurd. Band I. Die Befunde der karolingisch-ottonischen Pfalz aus den Frankfurter Altstadtgrabungen 1953–1993. Archäologisches Museum Frankfurt, Frankfurt am Main 2007, ISBN 3-88270-501-9 (Schriften des Archäologischen Museums Frankfurt 22/1).

#### Abbildungen (soweit bibliografisch nachweisbar)
- Dieter Bartetzko, Detlef Hoffmann, Almut Junker, Viktoria Schmidt-Linsenhoff: Frankfurt in frühen Photographien 1850–1914. Neuauflage. Schirmer-Mosel, München 1988, ISBN 3-88814-284-9.
- Peter Becker: Bilder aus dem alten Frankfurt. Prestel, Frankfurt am Main etwa 1880.
- Bibliographisches Institut (Hrsg.): Meyers Großes Konversations-Lexikon. Ein Nachschlagewerk des allgemeinen Wissens. Sechste, gänzlich neubearbeitete und vermehrte Auflage. Bibliographisches Institut, Leipzig und Wien 1902–1910.
- Adolf Koch: Aus Frankfurts Vergangenheit. Architecturstudien nach der Natur gezeichnet und beschrieben. Verlag von Heinrich Keller, Frankfurt am Main 1894.
- Werner Nosbisch (Bearb.): Das Wohnungswesen der Stadt Frankfurt a.M. Hochbauamt und Wirtschaftsamt der Stadt Frankfurt am Main, Frankfurt am Main 1930.
- Friedrich August Ravenstein: August Ravensteins Geometrischer Plan von Frankfurt am Main. Verlag des geographischen Instituts zu Frankfurt am Main, Frankfurt am Main 1862.
- Benno Reifenberg, Fried Lübbecke, Richard Kirn, Franz Lerner, Bernd Lohse: Porträt einer Stadt. Frankfurt am Main. Vergangenheit und Gegenwart. Umschau Verlag, Frankfurt am Main 1958.
- James Westfall Thompson: The Frankfort Book Fair. The Francofordiense Emporium of Henri Estienne. The Caxton Club, Chicago 1911.